# Esskultur im Mittelalter

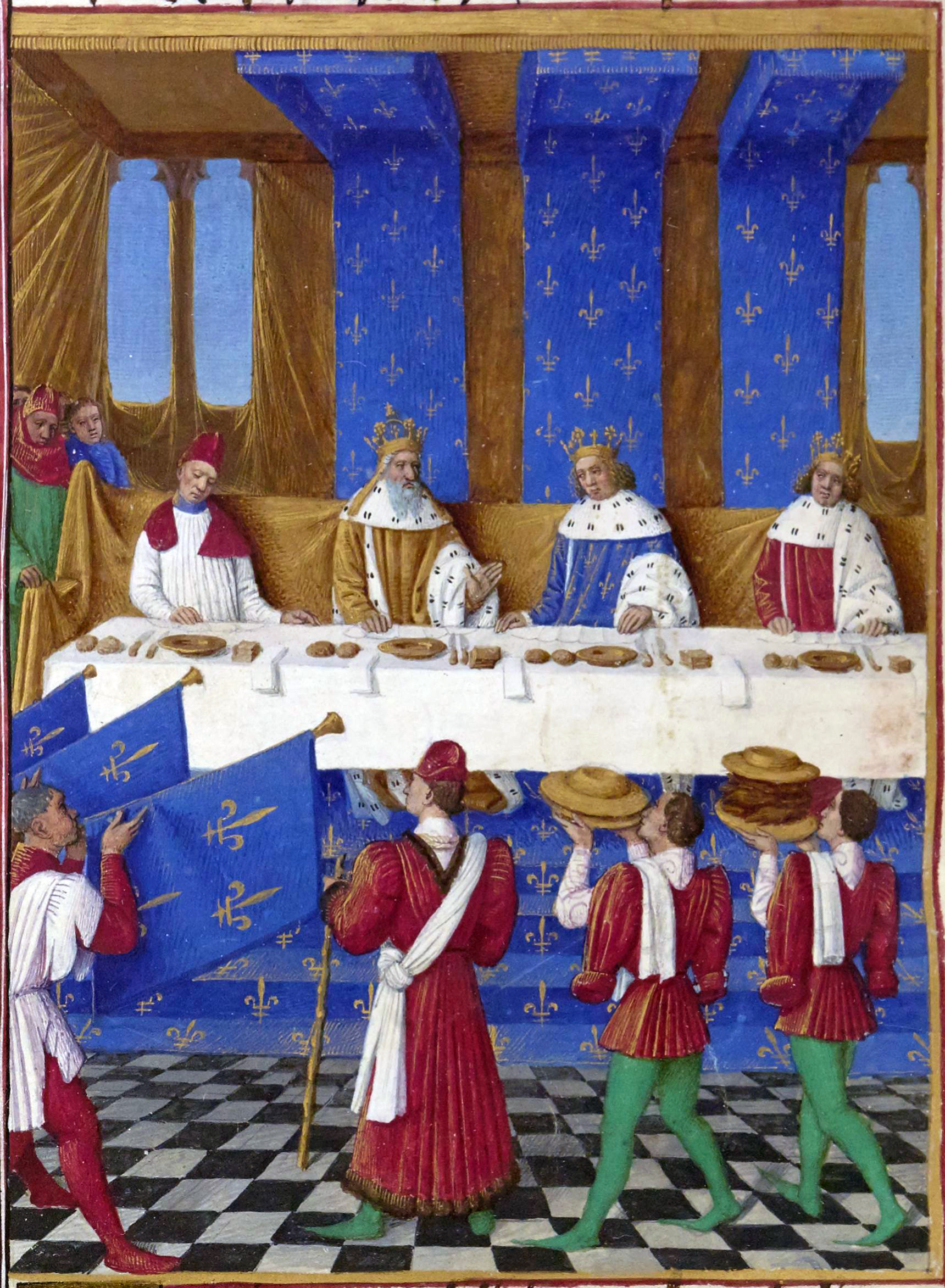
Bankett am Hof des französischen Königs Karl V. (Zentrum) im Jahre 1378 in Paris. Zu Gast sind Kaiser Karl IV. und sein Sohn Wenzel. Jeder Teilnehmer des Banketts hat zwei Messer, einen Salzbehälter, Serviette, Brot und einen Teller. Buchillustration von Jean Fouquet, Mitte 15. Jahrhundert.

Die Esskultur im Mittelalter beschreibt die Ernährungsgewohnheiten, die für Europa von etwa dem 5. Jahrhundert bis zum Ende des 15. Jahrhunderts charakteristisch waren. Innerhalb dieses Zeitraums vollzog sich ein erheblicher Wandel. Technische Verbesserungen der Mühlen und Kelter, die mittelalterliche Warmzeit in der Übergangsphase vom Früh- zum Hochmittelalter, die zunehmende Verbreitung der Dreifelderwirtschaft, der Kulturaustausch mit dem Orient durch die Kreuzzugsbewegung, eine zunehmend bessere Infrastruktur und die Intensivierung des Fernhandels verbreiterten und verbesserten bis zum 14. Jahrhundert das Nahrungsangebot und veränderten die Ernährungsgewohnheiten. Mangel und schwere Hungersnöte waren trotzdem eine immer wiederkehrende Erfahrung. Eine Veränderung in den Ernährungsgewohnheiten bewirkte auch die Pest, die Europa ab Mitte des 14. Jahrhunderts heimsuchte. Die epidemiebedingten europaweiten Bevölkerungsverluste betrugen regional bis zu 30 Prozent. Der Prozess der Wüstungen infolge der mittelalterlichen Großen Pest führte dazu, dass die zuvor als Ackerland genutzten Flächen in Weideland umgewandelt wurden und damit die Viehzucht und in der Folge auch der Fleischkonsum zunahmen.
Getreidebreie und -grützen zählten das gesamte Mittelalter hindurch in allen Schichten zu den Grundnahrungsmitteln. Brot war im 10. Jahrhundert selbst in vornehmen Klöstern ein nicht alltägliches Nahrungsmittel, während es im 13. Jahrhundert auch in ärmeren Bevölkerungsschichten täglich gegessen wurde. Eine ähnliche Entwicklung vollzog sich beim Wein. Wild spielte in der mittelalterlichen Ernährung nur eine geringe Rolle. Hausschwein und Haushuhn waren die wichtigsten Fleischlieferanten. Getrockneter Kabeljau und gesalzener Hering gehörten ab dem 10. Jahrhundert zu den europaweit gehandelten Lebensmitteln, daneben wurde eine große Vielzahl unterschiedlicher Arten von Süß- und Salzwasserfischen gegessen. Zu den häufig verwendeten Würzmitteln zählten Verjus, Wein und Essig. Diese gaben gemeinsam mit der weit verbreiteten Verwendung von Honig vielen Gerichten einen süß-säuerlichen Geschmack. Pfeffer, Muskatnuss, Safran und andere importierte Gewürze wurden in geringen Mengen gehandelt und überwiegend in wohlhabenden Haushalten verwendet. Erhalten gebliebene ausführliche Rezeptsammlungen legen nahe, dass im Spätmittelalter eine signifikante Weiterentwicklung der Kochfertigkeiten stattfand. Neue Zubereitungen wie Mürbeteigkuchen und Methoden wie das Klären von Brühen mit Eiweiß tauchen das erste Mal in Rezepten des späten 14. Jahrhunderts auf. Rezepte, die im Mittelalter und darüber hinaus nicht nur auf Sättigung und Geschmack abzielten, sondern auch (etwa unter gezielter Verwendung von Heilpflanzen) zur Verhütung und Behandlung von Krankheiten eingesetzt wurden, enthielten auch zunehmend Hinweise zur Zubereitungsweise und waren nicht länger eine einfache Aufzählung der Zutaten.
Im frühen Mittelalter bestand eine soziale Differenzierung der Ernährungsgewohnheiten in erster Linie in der Menge der konsumierten Lebensmittel und weniger in ihrer Qualität. Im Verlauf des Mittelalters markierten zunehmend die Konventionen um Essen und Trinken die sozialen Barrieren. In vielen Städten legten beispielsweise Regeln fest, welche Speisen Dienstboten, Gesellen, Meistern und Handelsherren zustanden. Auch die Fleischgerichte, die die städtische Mittel- und Oberschicht verzehrte, wurden deutlich aufwändiger und raffinierter in der Zubereitung. Zur Erfassung dieser sozialen Dimension von Ernährungsgewohnheiten wird mitunter hilfsweise zwischen einer Esskultur des Adels, Klerus und der Stadt- und Landbevölkerung unterschieden. Diese Unterscheidung ist problembehaftet, weil die Übergänge zwischen diesen Schichten fließend waren. Für die Ernährungsgewohnheiten eines einzelnen mittelalterlichen Menschen waren sein individueller Wohlstand sowie die Einbindung seines Lebensortes in den Fernhandel ausschlaggebender als eine Zuordnung seiner Person zu einer dieser vier Gruppen.
Das heutige Wissen um die mittelalterliche Esskultur stammt zu einem großen Teil aus schriftlichen Quellen wie Abgabenordnungen, Zollrollen, Berichten von Krönungs- und Zunftfeierlichkeiten, philosophischen Schriften und für das Ende des Mittelalters auch zunehmend aus Kochbüchern. Diese Quellen sind häufig unvollständig und einseitig, weil sie besondere Ereignisse und die Lebensweise der Oberschicht übergewichten. Wichtige Ergänzung sind deshalb die Ausgrabungen mittelalterlicher Siedlungen, die ein vollständigeres und häufig anderes Bild als die schriftlichen Quellen vermitteln.

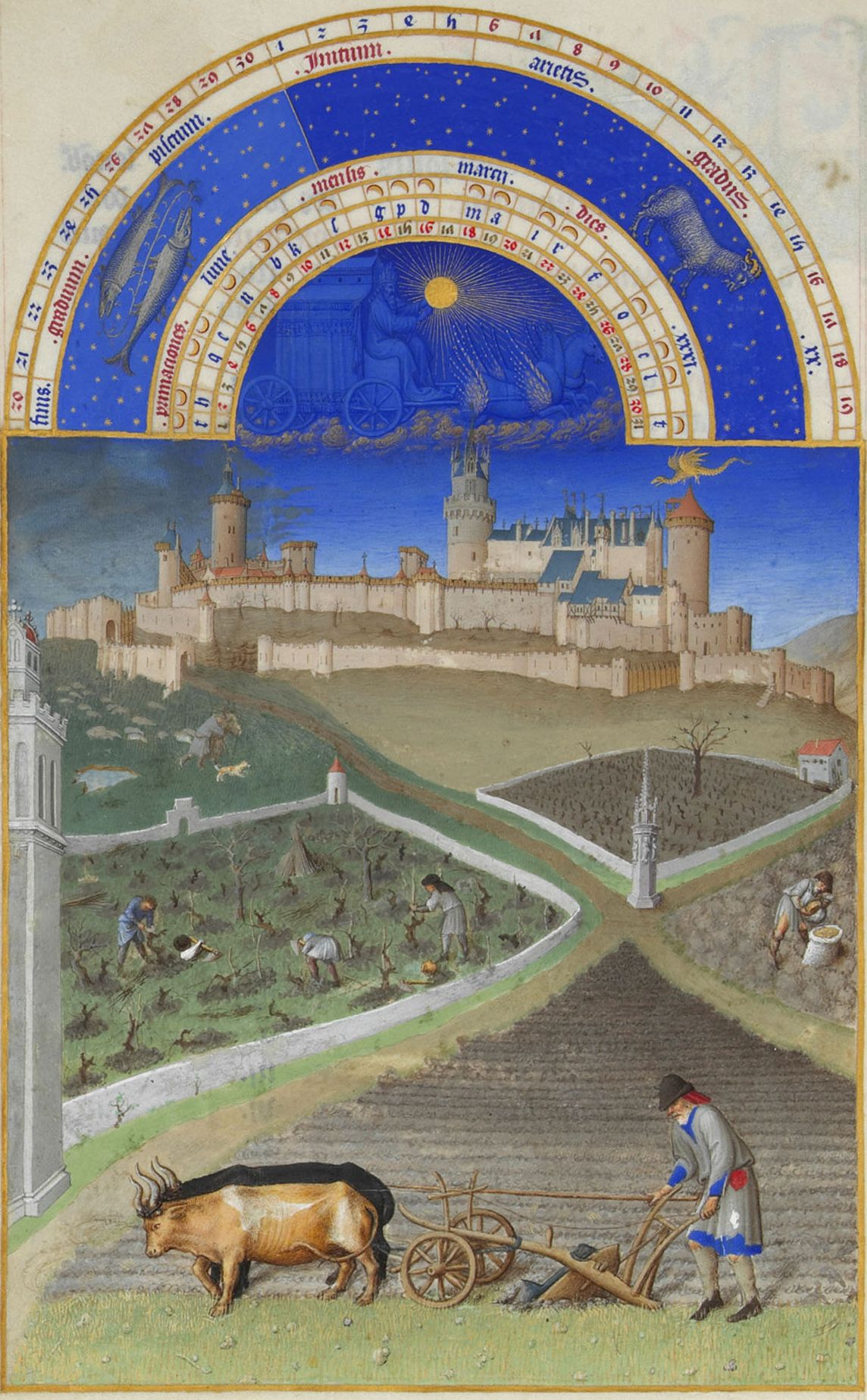
Ackerbau im Mittelalter, Monatsbild März aus dem Stundenbuch des Herzogs von Berry, Anfang 15. Jahrhundert

## Ursprünge

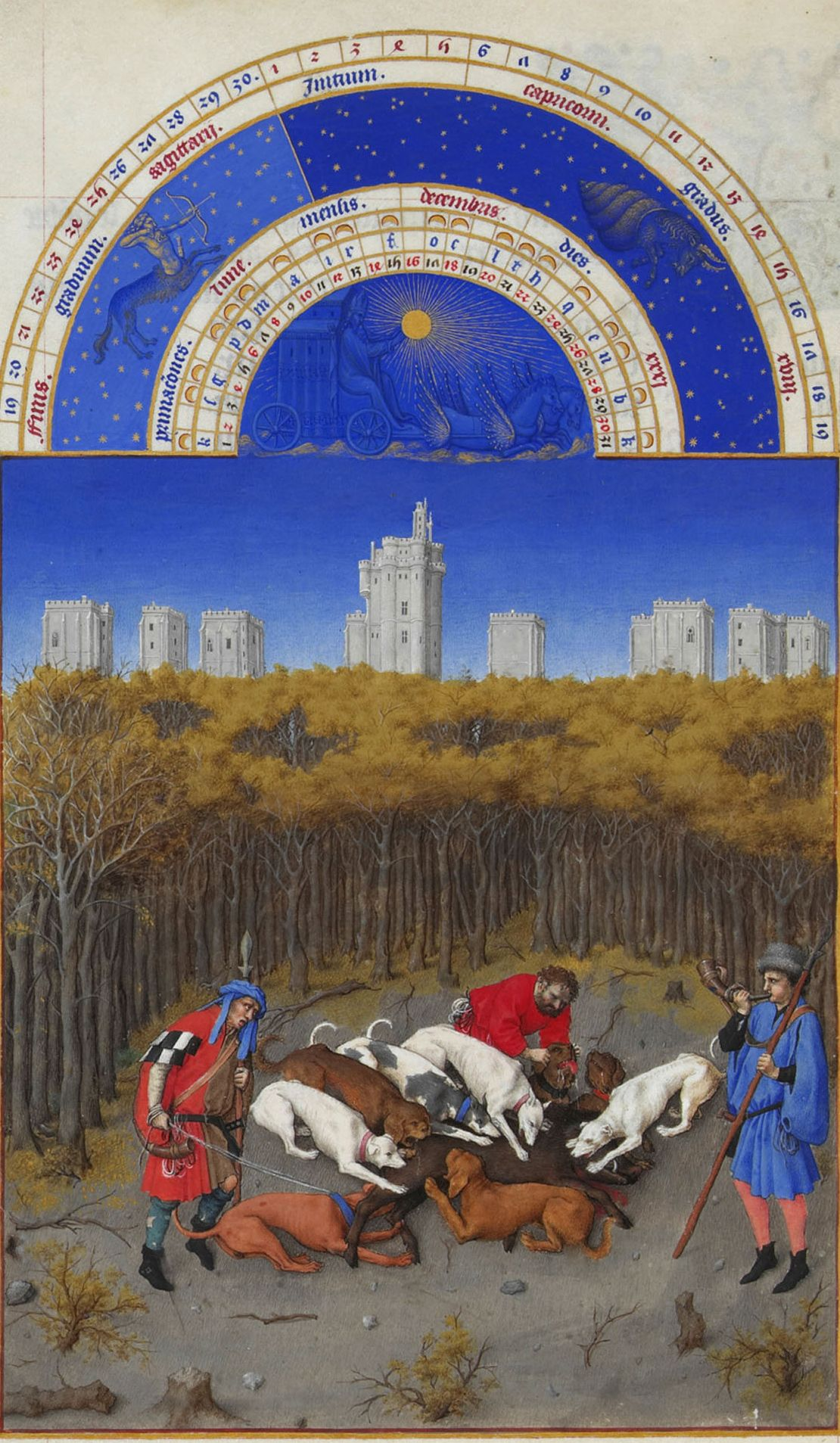
Jagd im Mittelalter, Monatsbild Dezember aus dem Stundenbuch des Herzogs von Berry, Anfang 15. Jahrhundert

Die Ernährungsgewohnheiten des Mittelalters haben ihre Wurzeln gleichermaßen in der griechisch-römischen Kultur und der der germanisch-keltischen Völker Nord- und Mitteleuropas. Anbaumethoden, Wirtschaftsverhältnisse und Wertvorstellungen dieser Kulturen unterschieden sich erheblich. In der griechisch-römischen Kultur hatte sich im Zeitverlauf eine Landwirtschaft entwickelt, bei der Weizen, Gerste, Wein, Feigen und Oliven die wesentlichen Anbauprodukte waren. Daneben spielte der Obst- und Gemüseanbau eine gewisse Rolle. Schafe und Ziegen wurden vor allem wegen ihrer Wolle und ihrer Milch gehalten. Die Ernährungsweise war überwiegend vegetarisch und wurde mit wenig Fleisch und vor allem Käse ergänzt. Die Jagd spielte nur eine geringe Rolle. Die keltischen und germanischen Völker bauten zwar auf kleinen Flächen auch Hafer und Gerste an, ein großer Teil ihrer Nahrungsmittel kam jedoch aus der Jagd und der Fischerei. Schweine, Pferde und Rinder wurden freilaufend in Wäldern gehalten. Entsprechend dominierte in ihrer Ernährung Fleisch, Milch und Käse. Anders als in der griechisch-römischen Küche wurde nicht Öl beim Kochen verwendet, sondern überwiegend Butter und Speck. Wenn auch die am Rhein siedelnden Germanen bereits im 2. Jahrhundert gelegentlich Wein kauften, war das typische Getränk Cervisia, ein ohne Verwendung von Hopfen gebrautes dunkles Bier.
Die Römer hatten ihre Kulturpflanzen und Anbaumethoden bereits während der Zeit des Römischen Reiches in die von ihnen eroberten Gebiete nördlich der Alpen und entlang des Rheins eingeführt. Einen viel stärkeren Einfluss auf den Wandel und die Herausbildung der Esskultur des Mittelalters hatte jedoch die Ausbreitung des Christentums. Die christlichen Autoren des 4. und 5. Jahrhunderts maßen Brot, Wein und Öl erhebliche symbolische Bedeutung bei. So verglich Augustinus in einer Predigt die Herstellung von Brot mit der Entstehung des neuen Christentums. Wein spielte in der Eucharistie eine große Rolle. Die Ausbreitung des christlichen Glaubens begünstigte entsprechend die Ausbreitung einer Ernährungsweise, die griechisch-römisch beeinflusst war. Wo Klöster gegründet wurden, entstanden Gärten mit Pflanzen, die bereits die Römer als Gemüse und Heilpflanzen kannten, und wurde Wein und Weizen angebaut. Selbst im irischen Cork gab es durch den Einfluss der Klöster umfangreiche Weinberge. Agrartechnologien wie das Pfropfen und ertragreiche Kulturpflanzen fanden durch die miteinander vernetzten Klöster rasche Ausbreitung. Der schon von den Römern geschätzte Weizen, aus dem man das helle Weizenbrot backen konnte, war nach wie vor europaweit das begehrteste Getreide, wenn auch der robuste und widerstandsfähige Roggen bis ins 11. Jahrhundert die am häufigsten angebaute Getreideart Europas blieb. Allerdings ging auch im Mittelmeerraum nach dem Verfall des Römischen Reiches der Weizenanbau zurück und breitete sich Waldnutzung und Weidewirtschaft stärker aus. Der Mediävist Massimo Montanari nennt die systematische Verbindung einer sich immer mehr entwickelnden Landwirtschaft mit einer Nutzung unkultivierter Flächen als Jagdgebiet und Weidefläche den bestimmenden Wesenszug der europäischen Wirtschaft vom 6. bis mindestens zum 10. Jahrhundert.

## Hunger und Mangel im Mittelalter
Missernten, Kriege, Plünderungen, Dürren und Hochwasser führten dazu, dass es den mittelalterlichen Menschen immer wieder an ausreichender Nahrung mangelte. Solche Notzeiten traten regional und periodisch sehr unterschiedlich auf. Es gab Hungerszeiten, die weite Teile Europas trafen, so die Hungerkatastrophe zwischen den Jahren 1043 und 1045 sowie 1195, 1198, 1225/1226 und 1315–1317. Einige breiteten sich über große Gebiete Europas aus. So herrschte 1302 auf der iberischen Halbinsel großer Nahrungsmangel und zwischen 1338 und 1340 war die Apenninhalbinsel von einer schweren Hungersnot betroffen. Es gab aber auch regional sehr begrenzte Hungersnöte, so die in Friesland 1272 und 1273, die in anderen deutschen Landen unbemerkt blieb. Grundsätzlich kann davon ausgegangen werden, dass Mangelzeiten oder zumindest ein starker Preisanstieg für Lebensmittel nach Missernten für nahezu jeden mittelalterlichen Menschen zur Lebenserfahrung zählten. Bereits eine Verteuerung von Lebensmitteln konnte zu Hunger führen: Etwa 80 Prozent des Einkommens eines mittleren Haushalts des Spätmittelalters wurde für Nahrungsmittel aufgewendet, was wenig Spielraum ließ, um ausreichende Lebensmittel auch in einer Verknappungssituation zu erwerben. Skelettfunde aus dem Früh- und Spätmittelalter belegen entsprechend Ernährungsmängel. War Getreide knapp und teuer, wurde es mit so unterschiedlichen Lebensmitteln wie Kastanien, Hülsenfrüchten, Eicheln und Farnen gestreckt. Nicht selten zogen Menschen dahin, wo sie ausreichende Nahrungsmittel vorzufinden glaubten. Der Historiker Ernst Schubert spricht deshalb von einer „Hungermobilität“ des Früh- und Hochmittelalters und sieht in ihr einen Faktor, der die entstehende Kreuzzugsbewegung begünstigte. Im Spätmittelalter milderten die intensivierten Fernhandelsbeziehungen und die Erweiterung der Landwirtschaft die Folgen von Fehlernten. Unverändert aber galt, dass Fehl- und Mangelernährung in solchen Notzeiten zu einer höheren Anfälligkeit gegenüber Krankheiten führten und insbesondere Kinder in ihrer Entwicklung teils erheblich beeinträchtigt waren.

## Kirchliche Speisegebote und Fastenzeit
Aufgrund der Ausbreitung des christlichen Glaubens folgten europaweit immer mehr Menschen den kirchlichen Speisegeboten. Diese Speisegebote untersagten für alle Fastentage den Verzehr von Fleisch sowie für besonders strenge Fastentage auch den Genuss von tierischen Erzeugnissen wie Milch, Käse und Eiern. Die Anzahl der Fastentage schwankte regional und im Zeitverlauf. Ein Jahr wies nicht selten bis zu 150 solcher Tage auf. Europaweit entwickelten sich ähnliche Lösungen, um mit diesen Geboten umzugehen. Zu einem gewissen Grade förderten die kirchlichen Speisegebote damit eine Homogenisierung der europäischen Küche des Mittelalters. Stockfisch und Salzhering wurden während der Fastenzeit im ganzen spätmittelalterlichen Europa gegessen. Die Verwendung von Mandeln und Mandelmilch als Ersatz für Milch und Eier findet sich in fast allen bürgerlichen und adeligen Küchen des Mittelalters.

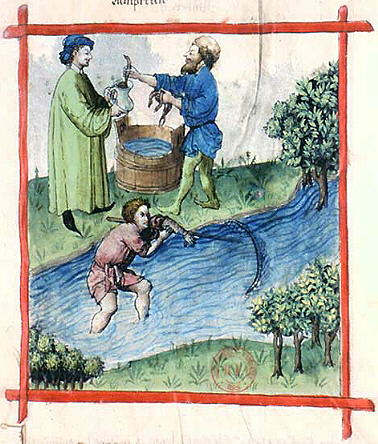
Fang von Neunaugen. Fische zählten zu den erlaubten Fastenspeisen. Tacuinum sanitatis, 15. Jahrhundert

Nicht an allen Fastentagen wurde von den Gläubigen verlangt, dass sie auch die Anzahl der Mahlzeiten oder die Portionen deutlich einschränken mussten. Beispielsweise lud Ludwig IX. im 13. Jahrhundert die Mönche eines Klosters in Sens zu einem sehr üppigen Fastenmahl: Wir hatten zuerst Kirschen, dann sehr weißes Brot, dazu kredenzte man uns vom besten Wein in Hülle und Fülle… Danach reichte man uns junge, in Milch gekochte Saubohnen, Fische und Krebse, Aalpasteten, zimtbestreuten Reis mit Mandelmilch, dann gebratenen Aal in einer sehr guten Sauce, Rundbrot und Quark und zum Schluss eine Menge Früchte, hielt einer der Teilnehmer fest. Nur an den Fastentagen vor Ostern waren die Gläubigen angehalten, lediglich eine Mahlzeit zu sich zu nehmen. In dieser strengen Fastenzeit waren ihnen auch Milch, Eier, Butter und Käse verboten. Erst im Spätmittelalter konnten sie sich die Erlaubnis erkaufen, auch in der vorösterlichen Zeit Milchprodukte zu verzehren. Ausgenommen von den Fastengeboten waren Kinder, Alte, Kranke, Pilger und Bettler. Die strenge Fastenzeit vor Ostern wurde von vielen als harte Prüfung verstanden, und zahlreiche Überlieferungen berichten von Versuchen, die Regeln zu umgehen. Weil Fisch üblicherweise zu den erlaubten Speisen gehörte, wurde der Begriff „Fisch“ mitunter sehr großzügig ausgelegt: Je nach (regionaler) Auslegung fielen darunter nicht nur Wale, Muscheln und Krebse, sondern auch andere Tierarten, die in ihrer Lebensweise stark ans Wasser gebunden waren, beispielsweise Weißwangengans, Papageientaucher und Biber. Diese Auslegungen waren jedoch umstritten. Kaiser Friedrich II. bezweifelte beispielsweise, dass die im Herbst an der Küste Nordeuropas auftauchende Weißwangengans in Muscheln heranwachse und man sie deswegen als Fisch einordnen könne. Er vermutete richtig, dass man sie nur deswegen nicht beim Brüten beobachte, weil sie ihre Brutreviere in einer weit entfernten Gegend habe.
Völlerei galt als Sünde, und alle Christen waren zur Mäßigung aufgerufen. Die häufige Aufforderung, sich bei Tisch zurückzuhalten, ist ein Hinweis, dass dem Gebot der Mäßigung nicht überall gefolgt wurde. Insbesondere in der frühmittelalterlichen Adelskultur galt reichhaltiges Essen im Gegensatz zur christlichen Ethik als Zeichen hohen gesellschaftlichen Ranges. Wahre Mäßigung zeigte, wer sich angesichts einer überbordenden Tafel zurückhielt. Der Ruf von Ludwig IX. als beispielhaft frommer Mensch basierte auch darauf, dass er inmitten der Pracht des französischen Königshofes eine strenge Diät hielt und an Freitagen sich zeitweilig auch Fisch und Obst versagte. Wer dagegen trotz Wohlhabenheit nur ein spärliches Mahl servierte, setzte sich der Kritik aus, denn zum mittelalterlichen Ideal gehörte es, Bedürftige mit den Überbleibseln der Mahlzeit zu versorgen. Die Forderung nach Mäßigung hatte auch Einfluss auf die Anzahl der Mahlzeiten. Das Frühstück galt als ein zu frühes Brechen des nächtlichen Fastens (vgl. das engl. „breakfast“), auf das daher viele Angehörige des Klerus und Adels bewusst verzichteten. Handwerker und Bauern, deren Tagwerk mit dem Sonnenaufgang begann, aßen aus praktischen Gründen sehr früh am Morgen ihre erste Mahlzeit. Auch von Alten, Kleinkindern und Kranken sowie von Frauen wurde ein Verzicht auf das Frühstück nicht erwartet. Die wichtigste Mahlzeit des Tages wurde üblicherweise in den späten Vormittagsstunden gegessen; es war umfangreicher und gehaltvoller als das Abendessen, das in die späten Nachmittagsstunden fiel. Frankfurter Ratsherren des Spätmittelalters beispielsweise begannen bereits um 6 Uhr in der Frühe mit ihrer Sitzung. Von 10 bis 11 Uhr wurde ihnen Mittagessen serviert. Abendessen folgte zwischen 16 und 18 Uhr. Große Bankette oder späte abendliche Mahlzeiten, bei denen viel Alkohol getrunken wurde, galten als unmoralisch. Insbesondere letzte wurden mit Spielsucht, Trunkenheit und lüsternem Verhalten in Verbindung gebracht.

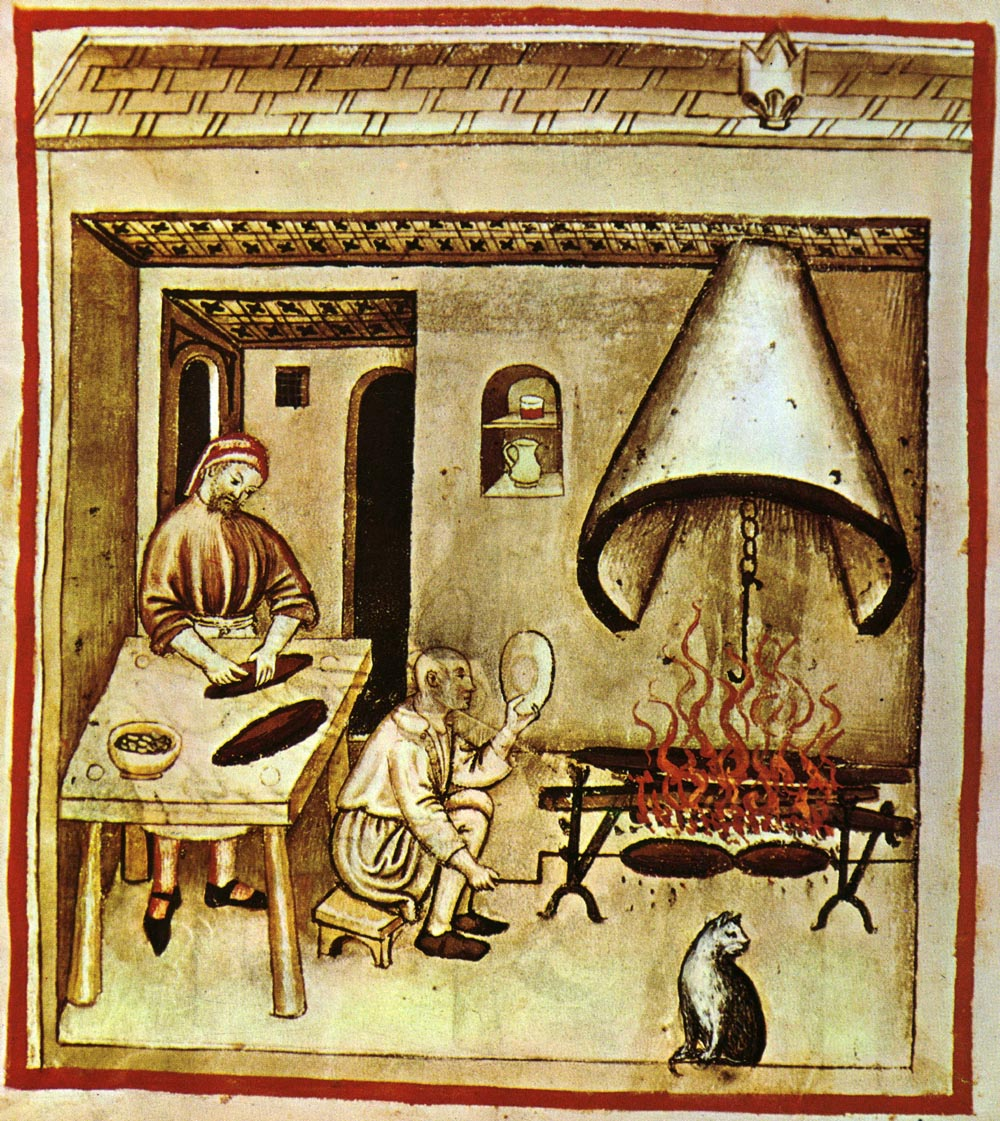
Schweinefleisch galt entsprechend der Humoralpathologie als „kalt“ und „feucht“ und wurde bevorzugt am offenen Feuer geröstet. Küchendarstellung, Tacuinum sanitatis, 15. Jahrhundert

## Ernährung aus medizinischer Sicht
Die mittelalterlichen Mediziner verglichen die Verdauung mit einem Prozess, der dem Kochen ähnelte. Damit die Nahrungsmittel richtig „gekocht“ würden und die Nahrungsbestandteile vom Körper aufgenommen wurden, war es wichtig, Nahrungsmittel in einer bestimmten Reihenfolge zu sich zu nehmen. Einfach zu verdauende Lebensmittel sollten zuerst gegessen werden, gefolgt von zunehmend schwereren Gerichten. Wurde diesen Geboten keine Folge geleistet, war man überzeugt, dass die schwereren Gerichte auf den Boden des Magens sinken, der Verdauungstrakt blockiert und im Magen ein Verwesungsprozess einsetzen würde. Die medizinischen Ratschläge führten zu einer Speisefolge, die nur für Wohlhabende bezahlbar war: Vor einer Mahlzeit sollte der Magen möglichst durch etwas Heißes und Trockenes „geöffnet“ werden: Empfohlen wurde, Gewürzsamen wie Kümmel, Anis, Fenchel zu essen, die jeweils mit einem dünnen Mantel aus Honig oder Zucker überzogen waren. Auch Wein oder gesüßte Milch galten als geeignet. Ähnlich sollte die Mahlzeit beendet werden. Empfohlen wurde hier gewürzter Zucker oder ein stark gewürzter Wein, zu dem man Käse aß. Die eigentliche Mahlzeit begann idealerweise mit leicht verdaulichem Obst wie etwa einem Apfel. Dann sollten Gemüse folgen wie Kohl, Portulak und leicht verdauliches Fleisch wie Huhn oder Zicklein, begleitet von Brühe. Erst danach sollten schwer verdauliche Fleischsorten wie Schwein und Rind folgen, begleitet von Gemüsen und Nüssen, aber auch Pfirsichen und Maronen, die ebenfalls als schwer verdaulich galten. Wohlgenährtheit war angesichts der regelmäßig wiederkehrenden Nahrungsknappheiten und der körperlich anstrengenden Arbeit sozial akzeptiert, auch wenn Völlerei von der Kirche abgelehnt wurde.
Das mittelalterliche Verständnis über Ernährung basierte weitgehend auf der antiken Humoralpathologie. Nahrungsmittel wurden als „warm“ oder „kalt“ und „feucht“ oder „trocken“ klassifiziert. Von geübten Köchen wurde erwartet, dass sie die Lebensmittel so kombinierten, dass sie sich gegenseitig ausglichen und ergänzten. Auf diese Weise sollten die Körpersäfte in Einklang gehalten werden: Cholerikern wurde empfohlen, ihre Nahrungsmittel nicht zu stark zu würzen, denn Gewürze galten als heiß und trocken und somit den Eigenschaften des cholerischen Menschen verwandt. Fisch galt als „kalt“ und „feucht“ und sollte daher in einer Weise zubereitet werden, die „trocknend“ und „erhitzend“ war. Entsprechend wurde er frittiert oder im Ofen gebacken. Zum Würzen wurden Gewürze verwendet, die man als „heiß“ und „trocken“ einordnete. Rindfleisch galt als „trocken“ und „heiß“. Es wurde daher meistens gekocht. Schwein galt als „kalt“ und „feucht“; die bevorzugte Garmethode war es daher, Schweinefleisch am offenen Feuer zu rösten. Dort, wo mittelalterliche Rezeptsammlungen Vorschläge für die Verwendung alternativer Zutaten machen, geben sie der Einordnung der Lebensmittel in der Humoralpathologie gelegentlich mehr Gewicht als unserem heutigen Geschmacksempfinden. So weist ein Rezept für Quittenkuchen darauf hin, dass alternativ Kohl verwendet werden könnte, und in einem anderen Rezept werden Rüben als Ersatz für Pfirsiche vorgeschlagen. Als ideale Nahrungsmittel galten jene, die als warm und feucht eingestuft wurden – dies sollte der menschlichen Natur am ehesten entsprechen. Die einzelnen Speisen sollten fein gehackt oder püriert werden, um eine gute Durchmischung der Zutaten zu erreichen. Ein Gericht, das diese Anforderung idealtypisch erfüllte, war Blanc manger, das bis weit in die Neuzeit von der Mittel- und Oberschicht in fast ganz Europa gegessen wurde: In einer Masse aus zerstoßenen Mandeln wurden Hühnerbrüste zusammen mit Reismehl, Schmalz und Zucker gegart und anschließend zu einer Paste zerstoßen und püriert.

## Nahrungsmittelkonservierung
Die Methoden, die von Menschen des Mittelalters eingesetzt wurden, um Lebensmittel haltbar zu machen, waren alle bereits seit der Antike bekannt. Die am häufigsten verwendete und einfachste Methode war das Dörren, also der Entzug von Flüssigkeit durch Wärme oder Wind. Lebensmittel von Hülsenfrüchten bis zu Fleisch ließen sich so haltbar machen. In warmen Regionen ließ man die Nahrungsmittel einfach in der Sonne trocknen, in kalten Regionen nutzte man den Wind und die geringe Luftfeuchtigkeit, um beispielsweise Dorsch zu Stockfisch zu trocknen. Auch Keller, Dachböden und Wohnräume dienten zum Trocknen von Lebensmitteln. Für kleine Mengen nutzte man auch Backöfen.
Beizen, Einsalzen, Einsäuern und Räuchern waren weitere typische Methoden, mit denen Lebensmittel konserviert wurden. Jede dieser Methoden beeinflusste gleichzeitig den Geschmack der Lebensmittel. Bäuerliche Haushalte schlachteten im Herbst einen großen Teil des Viehs, da das Futter nicht ausreichte, um alle Tiere über den Winter zu bringen. Das so gewonnene Fleisch wurde geräuchert und eingesalzen. Kühe gaben im Winterhalbjahr wegen der reduzierten Futtermengen weniger Milch, die außerdem weniger fetthaltig als die Sommermilch war. Um den Nährwert der Sommermilch zu erhalten, machte man daraus Käse. Auch Butter gehörte zu den Lebensmitteln, die während des Sommerhalbjahrs gewonnen und für das Winterhalbjahr aufbewahrt wurden. Damit sie nicht so leicht ranzig wurde, enthielt die eingelagerte Winterbutter häufig zwischen fünf und zehn Prozent Salz, das vor dem Verwenden der Butter aber ausgespült werden konnte. Fische wurden gleichfalls eingesalzen, aber wie Gemüse und Eier auch eingesäuert. Eine andere, allerdings kostspielige Methode der Haltbarmachung war ein Garen von Lebensmitteln in Zucker, Honig oder Fett. Anschließend wurden die Lebensmittel im Garmedium aufbewahrt. In wohlhabenden Haushalten spielte diese Konservierungsmethode durchaus eine große Rolle. Haushaltsbücher des polnischen Königshofes belegen beispielsweise den Erwerb von 30 Schinkenkeulen für Konservierung in Fett. Das Confit der französischen Küche ist ein Gericht, das die Prinzipien dieser Aufbewahrungsweise beibehalten hat.

## Mittelalterliche Küchen

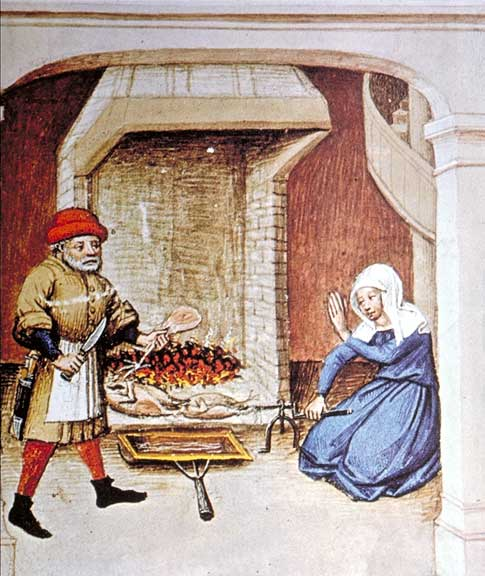
Garen von Geflügel an einem Spieß. Unter dem Spieß fängt ein flaches Gefäß heruntertropfenden Fleischsaft und Fett auf. Illustration aus dem Decameron, Flandern, 1432

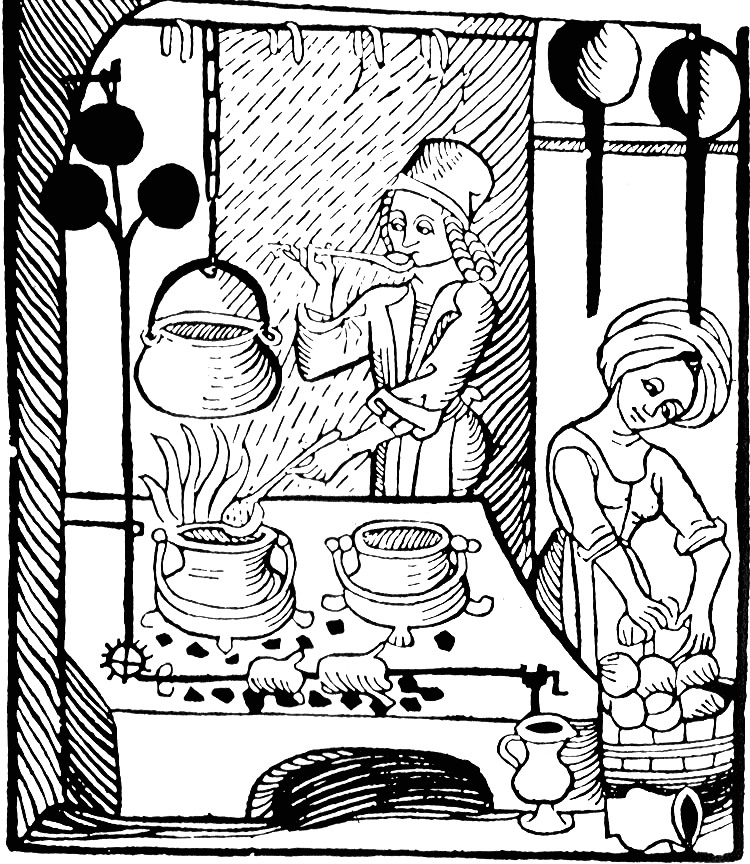
Küche mit Kachelofen, Dreifußtöpfen und Bratenspieß. Abbildung aus der Kuchenmaistrey, Augsburger Ausgabe von 1505

Die Ausstattung der Küchen war überall einfach. Gekocht wurde meist an einer kniehoch aufgemauerten offenen Feuerstelle. Herde, bei denen man die Hitze des Feuers indirekt nutzte, wurden erst im 18. Jahrhundert gebräuchlich. Für die meiste Zeit des Mittelalters befand sich die offene Feuerstelle auch in wohlhabenden Haushalten in der Mitte des Wohnraums und heizte gleichzeitig die Räume. Die Existenz eines Kamins ist erstmals für das Jahr 820 im Kloster St. Gallen belegt. Gemeinsam mit den mit Funkenschutz versehenen Rauchfängen sorgten sie für einen zunehmend besseren Rauchabzug. Erst im Hochmittelalter schrieben jedoch die Feuerverordnungen vieler Städte vor, dass Häuser einen gemauerten Kamin haben mussten. Zur selben Zeit rückte die Feuerstelle, die zum Kochen diente, an die Wand des Hauptraumes.
Die vom Wohnraum getrennte Küche entwickelte sich regional zu unterschiedlichen Zeitpunkten: In Süddeutschland begann sich diese Bauform ab 1300 durchzusetzen; in Norddeutschland war das bäuerliche Langhaus, in der die Kochstelle im Wohnraum war, noch in der Neuzeit gängig. In wohlhabenden, großen Haushalten befand sich die Küche häufig in einem separaten Gebäude und war mit dem Hauptwohnbereich nur durch einen Gang oder eine Arkade verbunden. Rauch, Küchengerüche und Lärm waren damit verbannt. Öfen waren verbreitet, aber da sie teuer in der Anschaffung waren, fand man sie nur in größeren Haushalten sowie Bäckereien. In vielen mittelalterlichen Gemeinden teilte man sich die Nutzung eines Ofens, sodass jedem das Backen von Brot möglich war. Es gab tragbare Öfen, die man gefüllt mit dem Gargut direkt in die Glut stellte, und in spätmittelalterlichen Städten gab es Pasteten- und Waffelbäcker, die mit mobilen Öfen durch die Straßen zogen und kleine Gerichte zubereiteten. Die meisten mittelalterlichen Menschen aßen Mahlzeiten, die in Keramiktöpfen in offener Glut zubereitet wurden. Es war die effizienteste Methode, das Herdfeuer zu nutzen. Eintöpfe, Breie und Suppen dominierten daher die mittelalterliche Speisekarte.
Küchenutensilien wie Dreifußtöpfe, Pfannen, Waffeleisen, Siebe und Reiben waren ebenso wie Bratenroste und drehbare Bratenspieße wegen ihrer hohen Anschaffungskosten gewöhnlich nur in wohlhabenden Haushalten zu finden. Bratenspieße gab es in verschiedenen Größen und unterschiedlichen Materialien, um von der Wachtel bis zum Ochsen alles am offenen Feuer garen zu können. Töpfe und Kessel wurden meist mit Hilfe von schwenkbaren Hebevorrichtungen über dem Feuer platziert und hingen an längenverstellbaren Ketten, um die Hitzeintensität regulieren zu können. Viele Haushalte besaßen einen Mörser, da eine große Anzahl mittelalterlicher Rezepte Zutaten verlangte, die fein zerrieben oder musartig sein mussten. Die mittelalterlichen Heilkundler vertraten überwiegend die Auffassung, dass ein Körper die Nahrung umso effektiver aufnehmen könne, je feiner ihre Konsistenz sei.
Die Anzahl der in einer herrschaftlichen Küche beschäftigten Personen war sehr hoch. Taillevent, der 1385 im Dienst Karls VI. der Küche vorstand, beaufsichtigte dort allein 150 Mitarbeiter. Dazu kamen die Personen, die sich um die Bewirtung der Gäste kümmerten oder die Vorräte verwalteten. Ämter wie Chef des Weinwesens, oberster Beamter der Brotverwaltung, Obermundschenk oder Truchsess zählten am französischen Hof des 14. Jahrhunderts zu den höchsten Titeln, die vergeben wurden. Federico da Montefeltro, der Herzog von Urbino, beschäftigte unter seinen 500 Bediensteten fünf Personen, deren Aufgabe nur darin bestand, bei den Mahlzeiten vorzulesen. Der Fruitier war für das Servieren von Obst zuständig; der Panetier kümmerte sich darum, dass sich Brot und Salz auf dem Tisch befanden. Die Zubereitung von täglich mindestens zwei Mahlzeiten für mehrere hundert Personen war eine logistische Herausforderung. In seinem Kochbuch Du fait de cuisine (Vom Kochen, erschienen im 15. Jahrhundert) gibt Chiquart, der Chefkoch des Herzogs von Savoy, Hinweise, wie ein zweitägiges Bankett vorbereitet und durchgeführt werden solle. Er empfiehlt dem verantwortlichen Koch unter anderem, 1000 Karren guten, trockenen Feuerholzes und eine Scheune voll Kohle bereitzuhalten. Trotz des zahlreichen Personals gibt es eine Vielzahl von Hinweisen, dass bei aller Pracht eines mittelalterlichen Festmahls die Qualität der Speisen häufig zu wünschen übrig ließ: Beim ersten Bankett in der neuen Londoner Guildhall waren die Speisen noch roh, als man sie auftrug, und Wilhelm I. von England wurde bei einem anderen Festmahl ein nur halb gegarter Kranich serviert. Wegen der langen Wege zwischen Küche und Speisesaal waren die Speisen regelmäßig bereits kalt, wenn sie endlich serviert wurden.

## Tischsitten
Mahlzeiten waren eine gemeinschaftliche Handlung, bei der die Dienstboten im selben Raum speisten wie ihre Herrschaften. Das galt für die Mitarbeiter mittelalterlicher Handwerksbetriebe ebenso wie für große adelige Haushalte. Der englische Bischof Robert Grosseteste riet im 13. Jahrhundert der Countess von Lincoln, Mahlzeiten außerhalb des Speisesaales strikt zu untersagen, um so Verschwendung zu vermeiden. Er empfahl ihr auch, darauf zu achten, dass die Bediensteten die Überreste der Mahlzeiten tatsächlich als Almosen an die Bedürftigen verteilten und nicht heimlich selbst verzehrten. Die großen Festmähler in den mittelalterlichen Residenzen waren der Öffentlichkeit sogar uneingeschränkt zugänglich. Beim Krönungsmahl des französischen Königs im Jahre 1380 war der Andrang an geladenen Gästen, Bediensteten und Armen so groß, dass man die Mahlzeiten schließlich zu Pferde auftrug, weil man keine andere Möglichkeit sah, um sich einen Weg durch die Menge zu bahnen. Im deutschen Sprachraum entstanden ab dem 13. Jahrhundert sogenannte Tischzuchten, also Lehrgedichte und didaktische Prosatexte über Tischsitten.

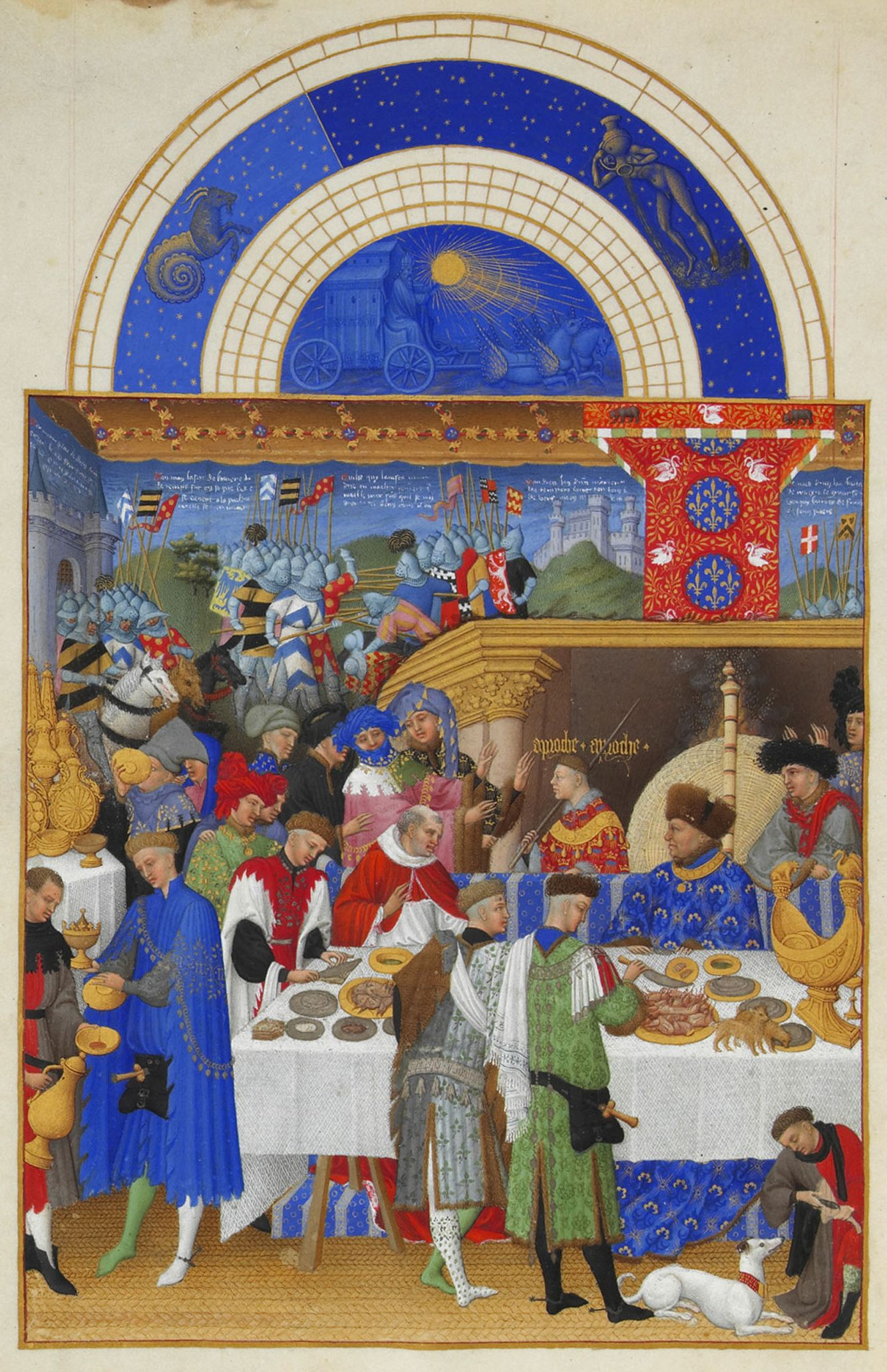
Johann von Valois bei einem großen Mahl. Der Herzog sitzt an einem hohen Tisch unter einem luxuriösen Baldachin vor dem Kamin. Auf dem Tisch links vom Herzog ist ein goldenes Salzfässchen in Form eines Schiffs; Illustration von Très Riches Heures Das Stundenbuch des Herzogs von Berry, ca. 1410

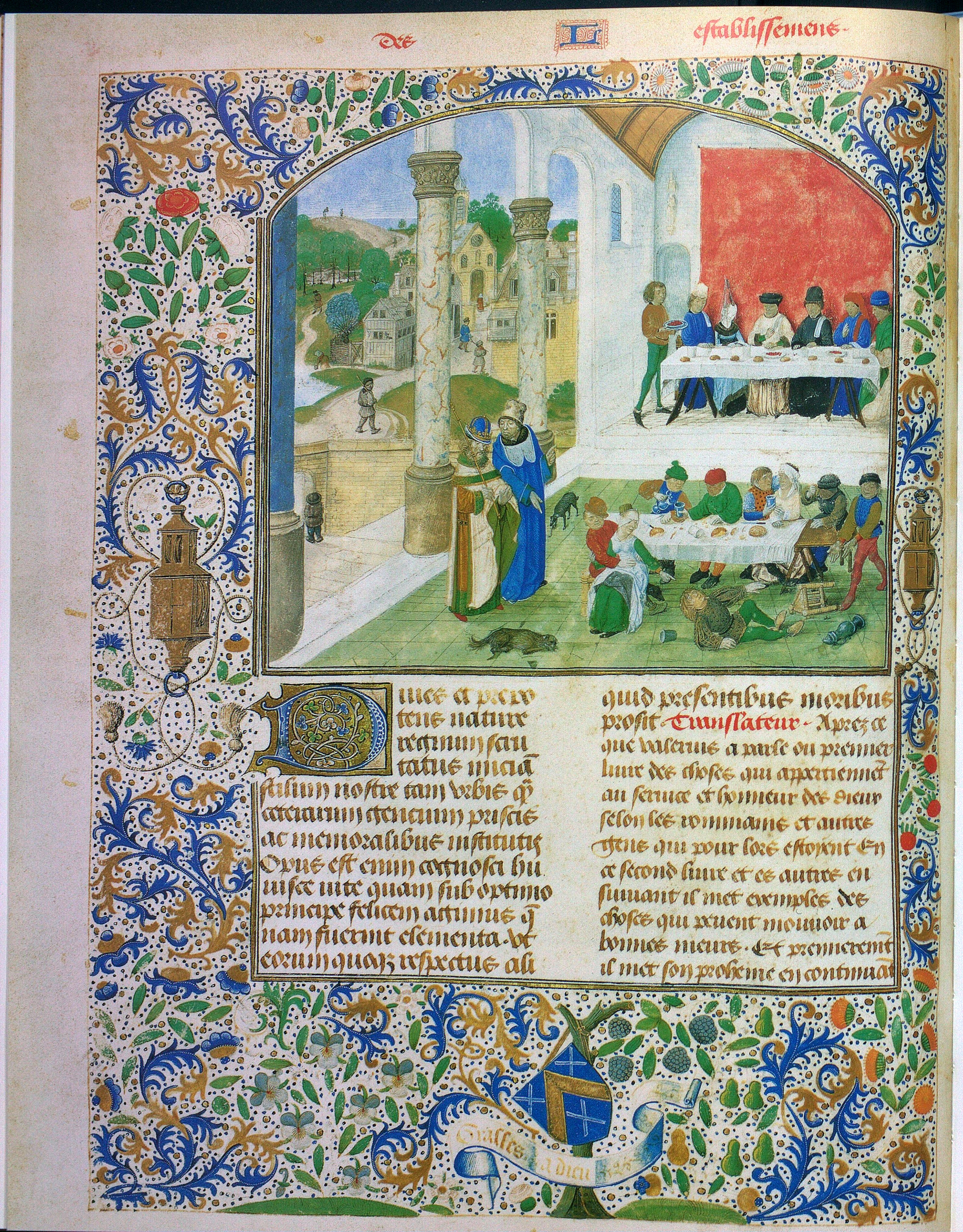
Spätmittelalterliche Tischsitten: eine Seite der Facta et dicta memorabilia des Valerius Maximus in einer 1470/1480 angefertigten Handschrift aus Flandern, deren Illustration den Kontrast von Ausschweifung und Mäßigung in den Tischsitten veranschaulicht. Leipzig, Universitätsbibliothek, Ms. Rep. I.11b, Bd. 1, fol. 137v

Im frühen Mittelalter waren Frauen von Banketten und Festmahlen ausgeschlossen; sie aßen unter sich in den Frauengemächern. Erst mit der Zeit des Minnekultes wurde ihre Anwesenheit bei den adeligen Festmahlen üblich. Beim Gildemahl waren sie immer ausgeschlossen. Stühle und Bänke standen bei adeligen Festmahlen nur an einer Seite des Tisches, damit die Pagen von der anderen Tischseite aus servieren konnten. Die Sitzordnung wurde von der Hierarchie bestimmt und diese legte auch fest, dass der Rangniedere dem Ranghöheren die Speisen anzureichen und ihm die besten Stücke vorzulegen hatte. Nur wenige dürften aber so weit gegangen sein wie im Jahr 1356 Edward of Woodstock, der nach seinem Sieg in der Schlacht von Maupertuis den von ihm gefangen gesetzten französischen König Johann II. nicht nur zu einem Gastmahl einlud, sondern ihn persönlich bediente und ihm kniend die Speisen anreichte.
Zu jedem Gang eines adeligen Banketts wurden mehrere Gerichte aufgetragen, von denen ein Gast aber keineswegs von allen aß. Gerichte wurden den ranghöchsten Personen zuerst angeboten. Den Personen, die entsprechend ihrem Rang an den Tischenden saßen, wurde nur serviert, was Ranghöhere nicht verzehrten. Von Frauen wurde besondere Mäßigung erwartet, sodass sie sich häufig vorher in den Frauengemächern satt aßen. Vor dem Mahl und zwischen den Gängen reichten Knappen den Gästen flache Wasserschalen und Leinentücher, damit sie sich die Hände waschen konnten. Wer sich die fettigen Finger an der Kleidung abwischte, hastig aß oder unmäßig trank, verstieß nicht nur gegen die guten Sitten: Die mittelalterliche Gesellschaft schloss vom Verhalten bei Tisch auf den Charakter und Stand eines Menschen. Dies findet sich auch in mittelalterlichen Literatur wieder: In Joanot Martorells Roman Tirant lo Blanc beweist der Eremit seine adelige Herkunft durch seine Tischetikette; in Konrad von Würzburgs Erzählung Engelhart wird der als Gefährte gewählt, der mit höfischer Anmut den Apfel teilt. Benimmschriften wie das Themophagia oder die Disciplina clericalis des spanischen Hofklerikers Petrus Alfonsi, die beide im 12. Jahrhundert erschienen, halfen, das richtige Benehmen bei Tisch zu erlernen. Da noch im 15. Jahrhundert Benimmschriften wie S’envuivent les contenances de la table oder Von tisch zucht der Augsburger Bürgerin Clara Hätzlerin mahnten, dass man sich nicht ins Tischtuch schnäuze oder zuerst in die Schüssel greife, dauerte es, bis sich ein allgemeiner Verhaltenskodex bei Tisch durchsetzte.
Gildemahle waren im Vergleich zu den adeligen Gastmählern einfacher. Meist wurde zu jedem Gang nur ein Gericht aufgetragen; die Anzahl der Gänge war vom Reichtum der Gilde abhängig. So gab es beim spätmittelalterlichen Gildemahl der wohlhabenden Kramergilde Osnabrücks im Spätmittelalter nacheinander Huhn, Dörrfleisch mit Erbsenbrei, Rindfleisch mit Senf, Braten, gelben Brei als Süßspeise und schließlich Käse mit Butter. Die Schuhmachergilde dagegen beschränkte sich bei ihrem Festmahl auf Potthast, Braten, Käse und Butter.

### Geschirr und Besteck

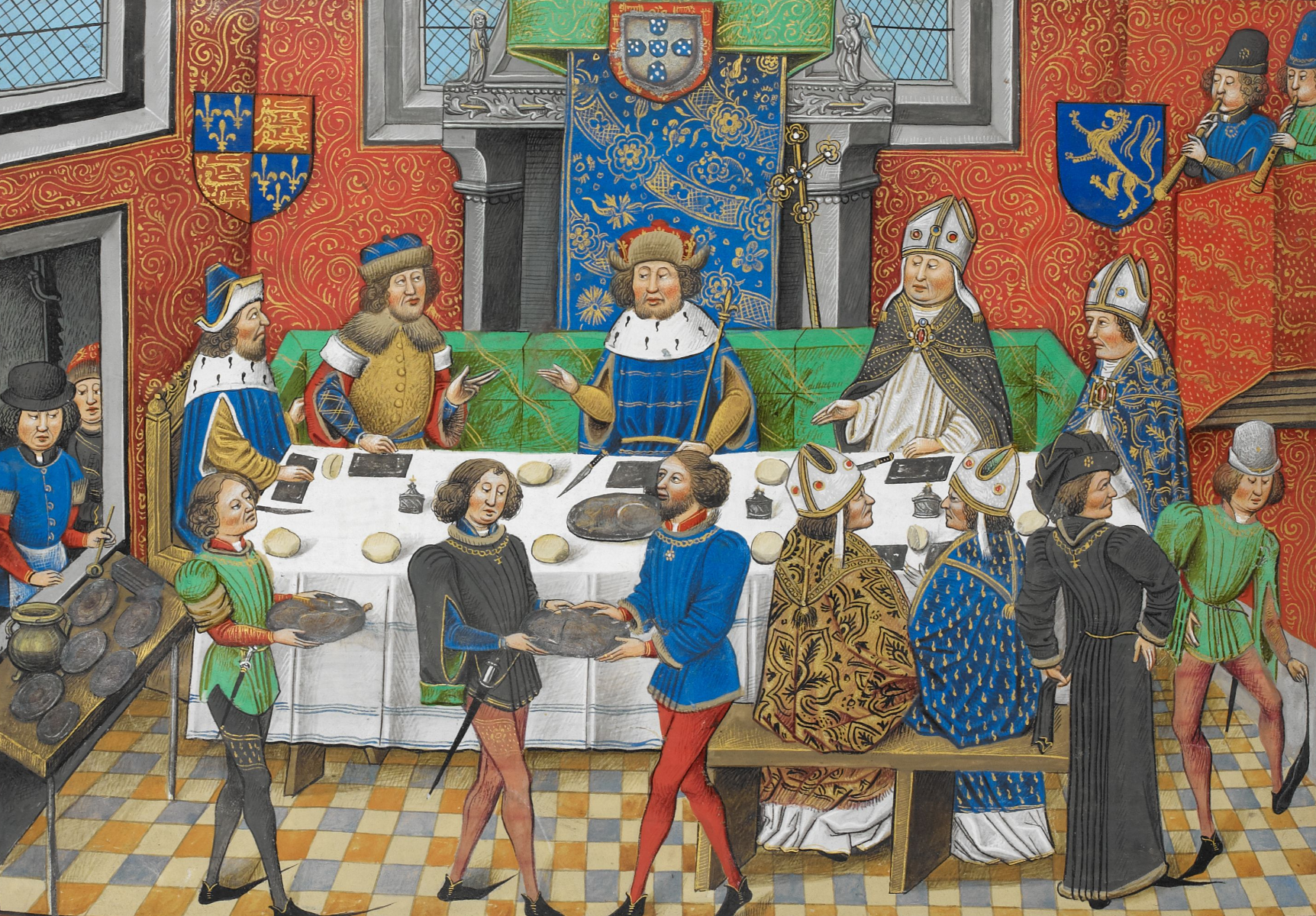
BL Royal MS 14 E IV, folio 244v

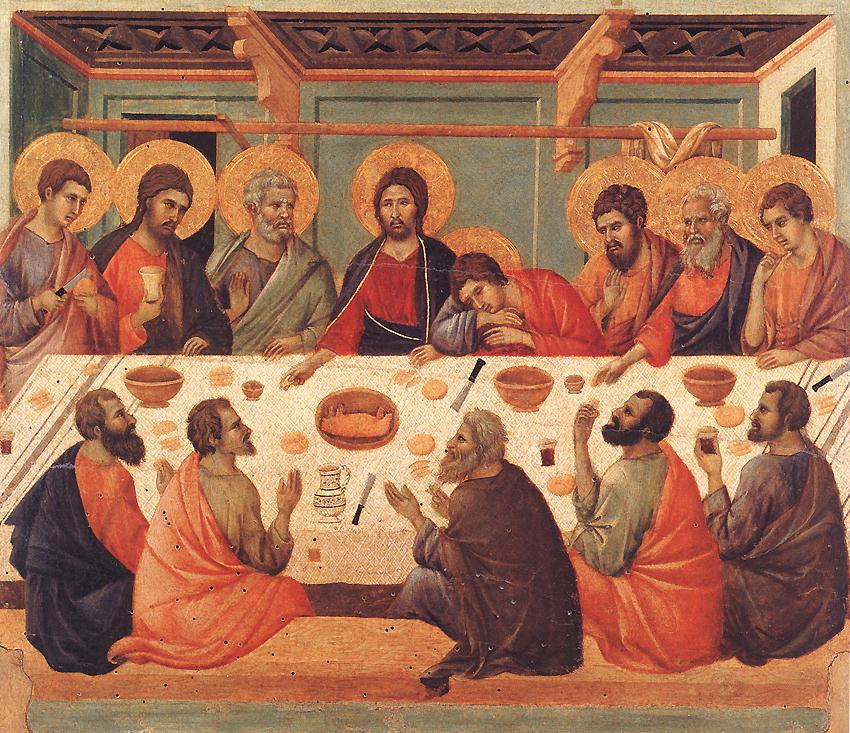
Duccio di Buoninsegna "Das Letzte Abendmahl" (Tempera auf Holz, ca. 1308 bis 1311)

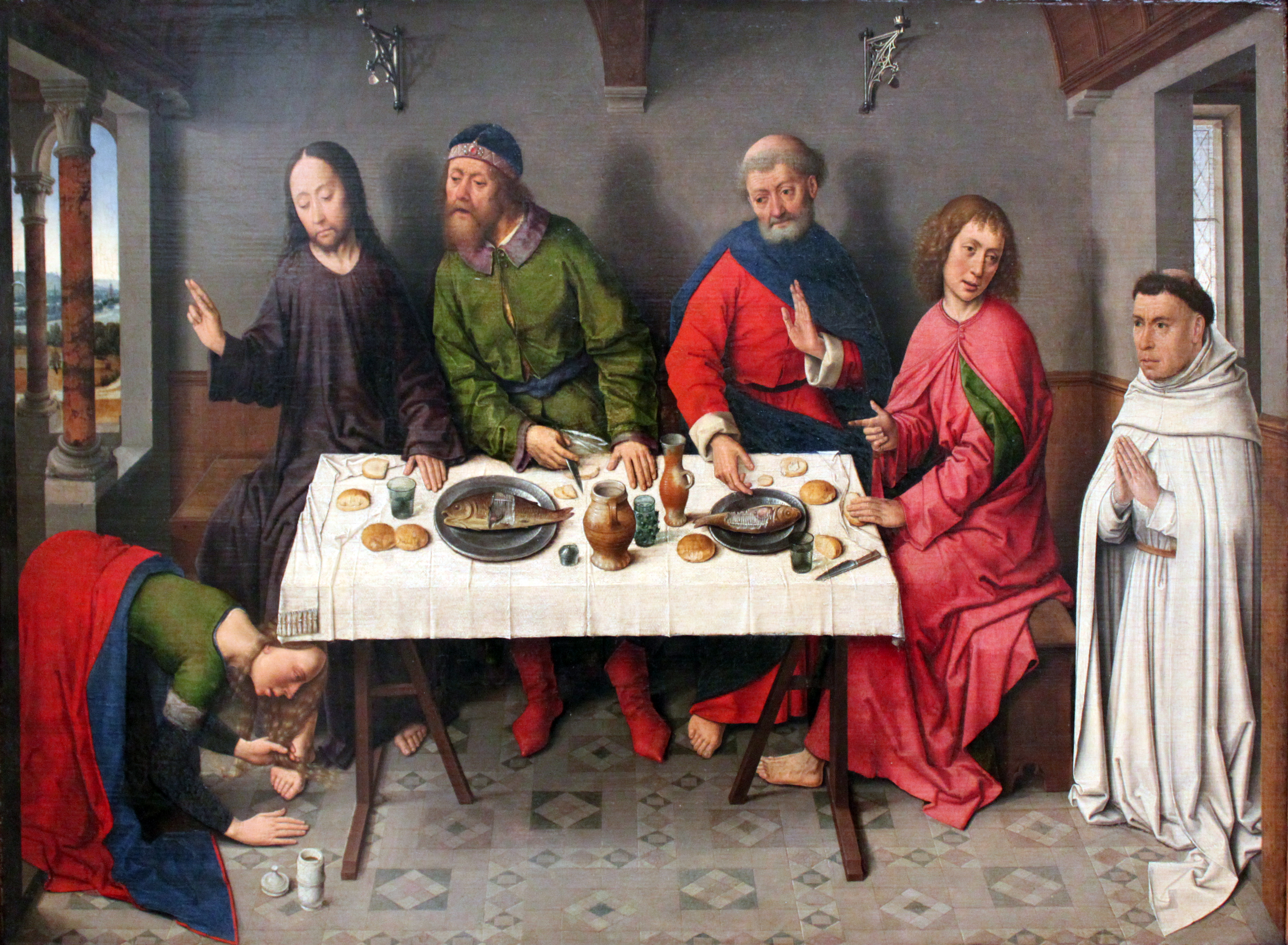
Die Haltung des spätmittelalterlichen Essmessers und die Nutzung der Brotscheibe als „Teller“ (Dierick Bouts um 1460)

Das individuelle Geschirr und Besteck des Spätmittelalters gilt durch verfügbare ikonografische Quellen und archäologisches Fundgut als insofern hinreichend erschlossen, dass eine generelle Darstellung der spätmittelalterlichen Tafel relativ klar umrissen werden kann. Als zentrale persönliche Essunterlage für feste Speisen wurden laut zahlreichen Abbildungen des Spätmittelalters Brotscheiben bzw. zusammengesetzte Stücke geschnittenen Brotes verwendet. Das Schneiden von Brot und das Holen der bereits mundgerecht geschnittenen bzw. tranchierten Speise vom Servierteller wurden mit dem Essmesser oder direkt mit der Hand getätigt, wobei das Brot als Universalbeilage diente, ähnlich der heutigen Rolle des Reises in der asiatischen Küche. Daneben gehörten je nach Speise Servier-Schalen, Trinkbecher bzw. Trinkglas sowie Teller und Löffel aus Holz, Keramik und Metall dazu. Die Gabel als persönliches Essbesteck war nicht üblich, stattdessen betrachtete man das Essmesser, ähnlich den Essstäbchen der Fernen Ostens, als eine Art Universalwerkzeug zur Nahrungsaufnahme.
Ab dem 15. Jahrhundert dürfte der sog. Trencher aus Holz, Zinn, und (seltener) aus speziell für diesen Zweck gebackenem Brot als typisches persönliches Geschirrstück gelten, wobei der Trencher üblicherweise sehr flach ausgeführt wurde, sowohl in runder als rechteckiger Form zu finden war und von den Abmessungen her eher den Dimensionen eines Untertellers einer typischen modernen Kaffeetasse entsprochen hat. Diese waren dafür da um feste, bereits mundgerecht geschnittene Speisen, für den individuellen Verzehr zu platzieren. Das Schneiden von Brot und Speise, das Holen der Speise vom Servierteller waren bis zum 15. Jahrhundert die üblichen Aufgaben des Essmessers, im ausgehenden Spätmittelalter wurde das Essmesser zunehmend kleiner, schlanker, und wurde auch als direktes Essbesteck verwendet, wobei die Speise mit dem Messer aufgespießt zum Mund geführt wurde.
Da die Servierpraxis des Spätmittelalters eher dem entsprach, was man heute als Service à la française bezeichnet, war es jeder Person vorbehalten, sich die verschiedenen Speisen selbst zu kombinieren, je nach persönlichen humoralpathologischen Bedürfnissen. Die Gänge, die aus der Küche in den Speisesaal getragen wurden, wurden meist auf großen tiefen Serviertellern oder flachen Servierschalen dargeboten. Grundsätzlich waren aber auch reiche Haushalte bis ins 14. Jahrhundert arm an Geschirr. Am Brot wurden auch die Messer abgewischt, bevor man sich damit Salz aus dem Salzfässchen nahm oder das Messer an den Tischnachbarn weiterreichte. Die mit Fett und Bratensaft getränkten Trencher aus Brot, falls dieser verwendet wurde, aß man am Ende der Mahlzeit auf oder verteilte sie in reichen Haushalten an die Bedürftigen. Das kunstvolle Tranchieren einzelner Fleischstücke fand im Verlauf des Mittelalters zunehmend im Speisesaal statt und gehörte zu den unterhaltsamen Bestandteilen des Festmahls. Der Tranchierende zählte gewöhnlich zu den ranghöchsten der anwesenden Männer und stellte mit einem gewandten Vorgehen seine Kultiviertheit unter Beweis. Von den Gästen erwartete man, dass sie ihr eigenes Messer mitbringen würden, um ihre Fleischportion feiner zu schneiden. Nur hochgestellte Gäste konnten erwarten, dass ihnen der Gastgeber ein Messer am Platz bereitlegen würde. Dagegen fand der Gast Löffel meist an seinem Platz vor. In sehr wohlhabenden Haushalten waren sie häufig aufwändig gearbeitet und wiesen gelegentlich Griffe aus Bergkristall, Elfenbein oder Perlmutt auf.
In der byzantinischen Kultur waren Gabeln seit mindestens seit dem 6. Jahrhundert in Gebrauch, und bei den Normannen, die die Gabel vermutlich in Byzanz kennengelernt hatten, waren zweizinkige Modelle in Gebrauch, wie Funde in Birka und Haithabu belegen. Der Gabelgebrauch am byzantinischen Hof war beeinflusst von einer anderen Zubereitungs- und Servierweise dieser Kultur. Speisen wurden kleingeschnitten und auf vielen kleinen Schüsseln und Tellern serviert. Der einzelne Tischgast benutzte eine ihm individuell zur Verfügung stehende Gabel, um sich daraus zu bedienen. Erst gegen Ende des Mittelalters stellten Gabeln auch in Mitteleuropa keine schockierende Neuerung mehr dar. Eine der byzantinischen Kultur vergleichbare Nutzung von Gabeln hat sich in der europäischen Esskultur jedoch erst in der frühen Neuzeit durchgesetzt.

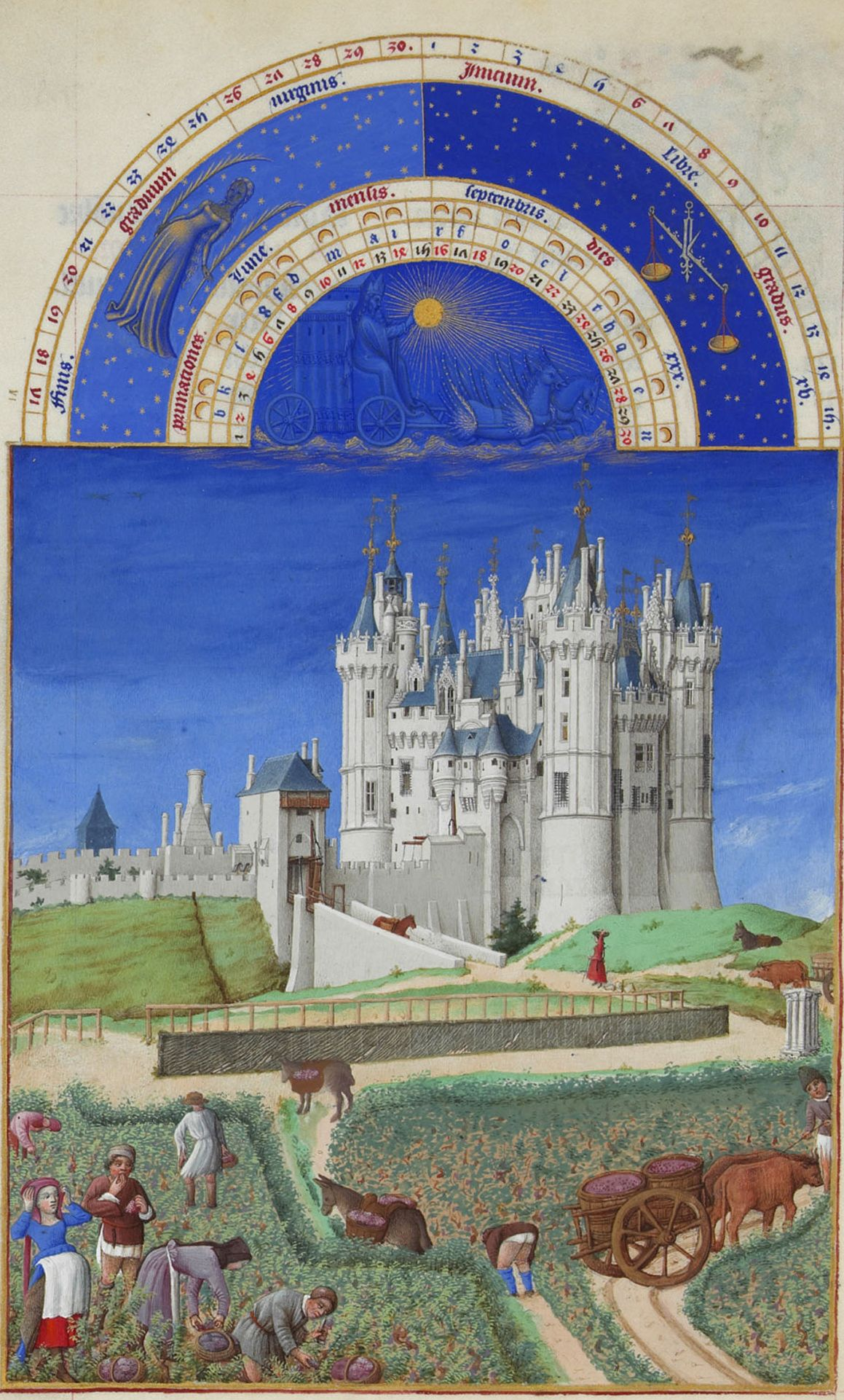
Weinlese, Kalenderbild September, Stundenbuch des Herzogs von Berry, 15. Jahrhundert

## Einzelne Lebensmittel
Einzelne Lebensmittel hatten eine regional unterschiedliche Bedeutung in der mittelalterlichen Esskultur.
Im Süden Europas war Wein das wichtigste Getränk und die Verwendung von Olivenöl durchgängig üblich. Zitrusfrüchte und Granatäpfel spielten im Mittelmeerraum eine große Rolle. Für die nördlichen Teile Europas war die Verwendung von tierischen Fetten charakteristisch. Sie wurden ergänzt mit Ölen aus Mohn, Wal- und Haselnüssen sowie Leinsamen und Bucheckern. Getrocknete Datteln und Feigen wurden zwar auf den nördlichen europäischen Märkten gehandelt, sie wurden aber immer nur sehr sparsam in der Küche verwendet.
Auf den britischen Inseln, in Nordfrankreich, dem Gebiet der heutigen Benelux-Staaten, in Norddeutschland, Skandinavien und den an die Ostsee angrenzenden Ländern war das Klima in der Regel zu kühl, um in großem Stile Wein oder gar Oliven anzubauen. Wein und Olivenöl waren zwar auf den Märkten zu finden, es handelte sich in der Regel aber um teure, einer wohlhabenden Schicht vorbehaltene Importe. Ausgrabungen von ländlichen Siedlungen verschiedener mittelalterlichen Zeitspannen zeigen, dass auf dem Land nicht nur Importe aus anderen europäischen Regionen gänzlich fehlten. Die einzelnen ländlichen Gebiete waren Selbstversorger: Ein Austausch selbst mit unmittelbar benachbarten Gebieten fand kaum statt, sodass auf verhältnismäßig kleinem Raum erhebliche Ernährungsunterschiede bestehen konnten.
Trotz dieser grundsätzlichen Unterschiede zwischen den Küchen Süd- und Nordeuropas bestehen große Gemeinsamkeiten, die über die europaweite Verwendung von Stockfisch, Salzhering, Mandeln und Mandelmilch hinausgeht. Die Historikerin Maria Dembińska hat unter anderem französische, dänische und polnische Quellen in Hinblick auf Zutaten und Zubereitungsweisen ausgewertet und hält grundsätzlich fest, dass die Gemeinsamkeiten größer sind als die Unterschiede. Die Unterschiede resultieren meist aus einer unterschiedlichen Verfügbarkeit bestimmter Zutaten. So waren Lorbeerblätter und Spinat in Frankreich leichter zu kaufen als in Polen, wo sie durch Kalmusblätter und Guten Heinrich ersetzt wurden. In Frankreich spielte Verjus eine größere Rolle als in Polen, wo man Essig bevorzugte. Maria Dembińska argumentiert deshalb, dass die unterschiedlichen Verfügbarkeiten einzelner Lebensmittel die Ursache dafür sind, dass sich eine regionalspezifische Küche entwickelte.

### Fleisch
Fleisch war bis in das 16. Jahrhundert das bedeutendste Nahrungsmittel in Mitteleuropa. Trotz zunehmendem Ackerbau blieb der Fleischverbrauch im Hochmittelalter groß und lag im Spätmittelalter pro Kopf noch bei über 100 Kilogramm jährlich, ging jedoch in den folgenden Jahrhunderten immer weiter zurück und erreichte im 19. Jahrhundert den niedrigsten Wert von durchschnittlich 14 kg Fleisch. Beim Schlachten wurde nichts weggeworfen. Braten war hauptsächlich den Wohlhabenden vorbehalten, Kochfleisch war Volksspeise, das niedere Volk musste sich meist mit Innereien und Kleinteilen wie Füße, Maul und Kehle begnügen und das wohl nicht täglich, sondern besonders zur Schlachtzeit (Spätherbst) und zu Festtagen.
Die Jagd auf Wild stand mindestens zum Ende des Römischen Reichs noch allen offen, allerdings weisen archäologische Befunde in Siedlungsgrabungen darauf hin, dass Wild bereits zu diesem Zeitpunkt nur eine geringe Rolle in der Ernährung spielte. Unter den gefundenen Nahrungsresten machen Wildknochen im Schnitt nur drei Prozent aus. In Europa begann sich spätestens ab dem 8. Jahrhundert ein Jagdrecht zu entwickeln, das die Jagd zunehmend einschränkte und als ein Privileg des Adels definierte. Dabei zählte das Rotwild neben dem Wildschwein und dem Rehwild sehr frühzeitig zu dem Wild, dessen Bejagung nur dem Hochadel als Privileg zustand. Wildfleisch war entsprechend unverzichtbarer Bestandteil der Festbankette des Adels. Um Hirschfleisch immer verfügbar zu haben, wurde Rotwild mitunter in großen Gattern gehalten. Im mittelalterlichen England gab es nicht weniger als 2.000 dieser sogenannten Hirschparks. Den Bauern stand dagegen ab dem Spätmittelalter bestenfalls noch die Jagd auf das Niederwild offen.
Bevorzugter Fleischlieferant der mittelalterlichen Menschen war das relativ preiswert zu haltende Schwein, das in seinem äußeren Erscheinungsbild noch sehr dem Wildschwein glich. Schlachtzeit für Schweine waren gewöhnlich die Monate November und Dezember und das Fleisch wurde durch Pökeln, Dörren und Räuchern haltbar gemacht. Dieses Fleisch musste bis mindestens Ostern reichen; der Speck wurde noch im nächsten Sommer verwendet.
Rindfleisch wurde im Vergleich zu Schweinefleisch deutlich weniger verzehrt. Die Aufzucht von Rindern war im Vergleich zum Schwein arbeitsintensiver und für ihre Haltung waren entsprechend große Weiden notwendig; Ochsen und Kühe waren als Zugtiere und Milcherzeuger wichtiger denn als Fleischlieferanten. Es gab allerdings auch zu dieser Zeit bereits Ausnahmen. Im Umkreis um die Paderborner Kaiserpfalz konnte man es sich bereits im 9. Jahrhundert erlauben, dreijährige Rinder zu schlachten, die nie als Arbeitstiere eingesetzt worden waren. Friesland und Jütland wiesen ausreichend Weideland auf, um sich auf die Aufzucht von Rindern zu spezialisieren. Schon im frühen Mittelalter exportierten diese Regionen Rinder und ab dem frühen 14. Jahrhundert begann ein europaweiter Fernhandel, bei dem unter anderem Rinderherden von Ungarn bis nach Straßburg getrieben wurden. Zu einem der wichtigsten mitteldeutschen Handelsorte entwickelte sich das thüringische Buttstädt, in dem jährlich zwischen 16.000 und 20.000 Rinder verkauft wurden. Schafe wurden vorwiegend wegen ihrer Wolle gehalten. In Regionen mit nennenswerter Wollproduktion spielte aber Lamm- und Hammelfleisch eine entsprechende Rolle in der Ernährung. Pferdefleisch unterlag zunehmend einem regional unterschiedlich starken Nahrungstabu. Es war lange Zeit in weiten Teilen Europas üblich, Pferde, die ihr Arbeitsleben hinter sich hatten, zu schlachten und zu essen. Nicht mehr auf der europäischen Speisekarte findet man außerdem andere Säugetiere wie Igel und Siebenschläfer, die man im Mittelalter durchaus regelmäßig aß.
Zu den Vogelarten, die sich auf mittelalterlichen Tafeln fanden, zählten neben Hühnern, Gänsen und Enten auch Schwäne, Pfaue, Reiher, Wachteln, Kraniche, Störche, Lerchen, Drosseln, Ortolane und nahezu jede andere Vogelart, die man fangen konnte. Huhn war für die ärmere Bevölkerungsschicht das am ehesten erschwingliche Fleisch. Selbst in den mittelalterlichen Kochbüchern, die eher für die wohlhabende Oberschicht geschrieben wurde, sind Gerichte mit Hühnerfleisch die häufigsten. Schwäne, Reiher und Pfaue wurden häufig als prestigeträchtige Schaugerichte serviert: Sorgfältig enthäutet, wurde das Fleisch zubereitet und dann im Federkleid als Höhepunkt des Banketts serviert. Den Schnabel geschlachteter Pfaue vergoldete man gelegentlich und steckte mit entflammbarer Flüssigkeit getränkte Wolle hinein. Kurz bevor der Pfau in die Speisehalle getragen wurde, entzündete man die Wolle, sodass der Vogel scheinbar feuerspeiend serviert wurde. Die Mengen solcher Vögel, die während eines Festbanketts serviert wurden, waren mitunter sehr groß. Als im September 1465 George Neville in das Amt des Erzbischofs von York eingeführt wurde, nutzte er die Feierlichkeiten für eine Demonstration von Macht und Reichtum, indem er neben Ochsen, Schafen, Schweinen und zahlreichem Geflügel nicht weniger als 400 Schwäne, 104 Pfaue und 1000 Reiher servieren ließ.

### Fisch und Schalentiere
Die Menschen, die an Küsten, Seen oder entlang von Flüssen lebten, aßen eine große Vielfalt an Schalentieren und Fischarten. Fisch war ein weniger prestigeträchtiges Nahrungsmittel als Fleisch und wurde häufig nur als Fleischalternative an Fastentagen serviert. Das Jahr wies allerdings eine hohe Zahl an Fastentagen auf. Die 49 Mönche der Londoner Westminster Abbey aßen beispielsweise zwischen 1495 und 1525 an durchschnittlichen 215 Tagen des Jahres Fisch. Fisch spielt deshalb in der mittelalterlichen Ernährung eine sehr wesentliche Rolle.

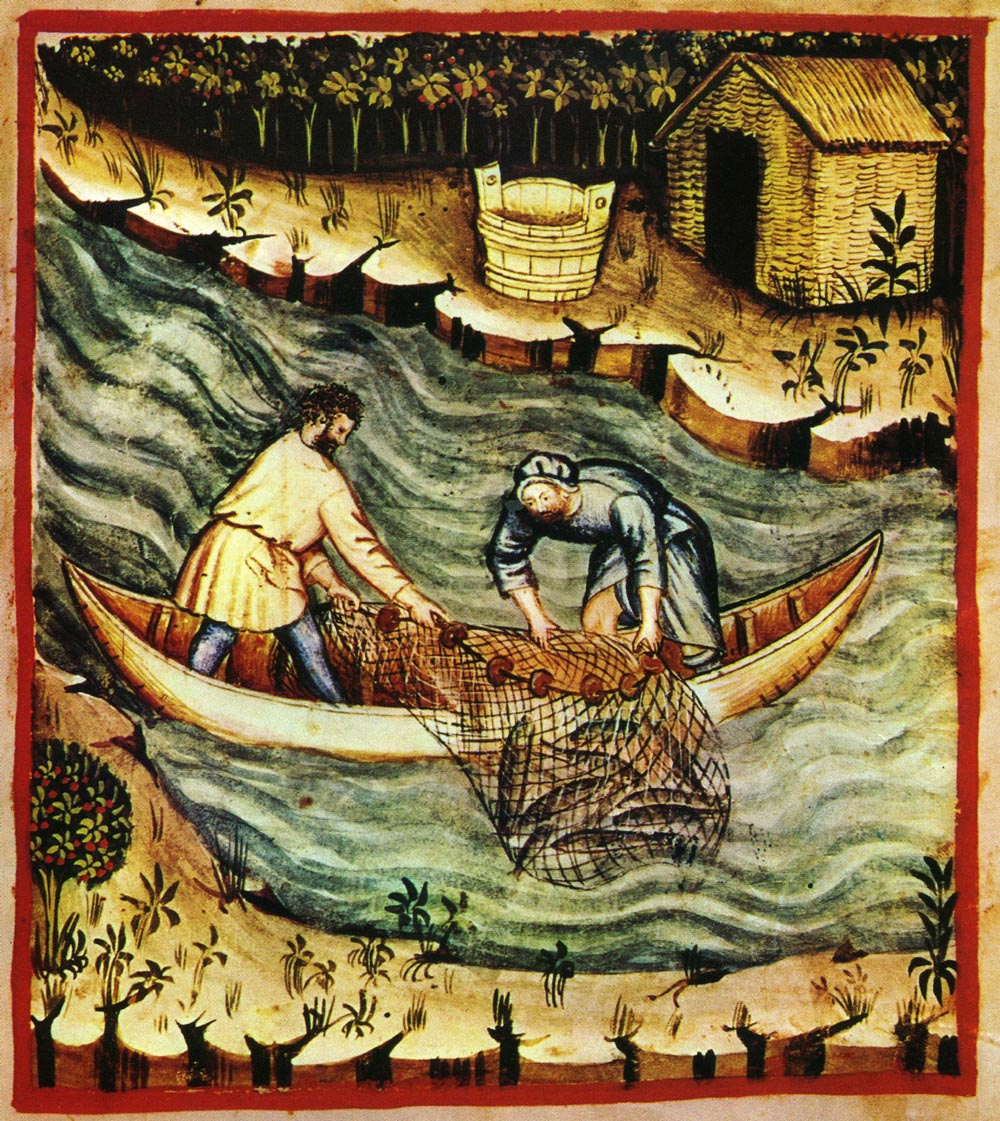
Fang von Süßwasserfischen, Tacuinum sanitatis, 15. Jahrhundert

#### Fische und Schalentiere des Süßwassers
Fische und Schalentiere wie Flusskrebse lassen sich nur selten archäologisch nachweisen. Da sie häufig nicht zu den Abgaben zählten, die an den Grundherren zu entrichten waren, tauchen Angaben zu Fang- und Handelsmengen nur selten in den schriftlichen Quellen jener Zeit auf. Es gibt dagegen viele Hinweise auf Auseinandersetzungen über Fischereirecht an Wasserläufen. Sie sind ein Indiz für die Bedeutung der Süßwasserfische und -schalentiere in der mittelalterlichen Ernährung. Auf Ähnliches weisen die seltenen archäologischen Funde hin: In den 1960er Jahren wurde am Biskupiner See im nordöstlichen Polen eine Siedlung des 9. Jahrhunderts ausgegraben, die sich in großem Maßstab auf das Räuchern von Süßwasserfischen spezialisiert hatte. Das Ausgrabungsteam konnte in den gefundenen 9 Räucheröfen und 43 Räuchergruben Hecht, Barsch, Rotauge, Brasse und Wels nachweisen, die offenbar in den Öfen zuerst heiß und dann im kalten Rauch der Gruben fertig geräuchert wurden. Lachs kam noch in zahlreichen Flüssen vor und spielte als leicht zu fangender Fisch neben Neunaugen und Äschen ebenfalls eine große Rolle. Eine umfangreiche Teichwirtschaft, in der Süßwasserfische herangezogen wurden, gehörte zu den Agrartechniken, die bereits von den Römern praktiziert wurden. Diese Form der Fischzucht kam jedoch in der Zeit der Völkerwanderung weitgehend zum Erliegen und wurde ab dem 13. Jahrhundert zunächst in Frankreich wieder intensiv praktiziert. In der zweiten Hälfte des 14. Jahrhunderts fanden sich große Teichanlagen in vielen Regionen Europas. Die Entwicklung der Teichwirtschaft wurde durch die Verbreitung des Karpfens begünstigt, einer Fischart, die ursprünglich in Südosteuropa beheimatet war. Es ist nicht sicher, welche Faktoren dazu beigetragen haben, dass Karpfen nach dem Jahre 1000 auch in Zentral- und Westeuropa vorkamen. Die Klimaerwärmung kann dazu beigetragen haben, dass sich diese Fischart natürlich ausbreitete. Der Anthropologe Brian Fagan hält es für wahrscheinlicher, dass Mönche und Nonnen diese Fischart gezielt einführten, um ihre Ernährung während der Fastenzeit abwechslungsreicher zu gestalten. Karpfen gedeihen auch in Wasser mit einem niedrigen Sauerstoffgehalt und sind daher prädestiniert für eine Zucht in flachen Teichen. Einzelne Klöster und Adelige besaßen zum Teil sehr weitläufige Teichwirtschaften, in denen diese Fische für die Fastenzeit herangezogen wurden. Die Spuren dieser Teichanlagen prägen bis heute Teile der europäischen Landschaft. So finden sich beispielsweise in der Umgebung des Klosters Maulbronn noch die Spuren von rund einem Dutzend großer Fischteiche. Die 400 Quadratkilometer an Teichanlagen rund um das böhmische Trebon, das Süßwasserfische bis nach Prag lieferte, werden heute noch für die Zucht von Karpfen genutzt.

#### Salzwasserfische
Salzwasserfische spielten bis zum 10. Jahrhundert fern der Küsten nur eine geringe Rolle in der Ernährung. Danach begann ein europaweiter Handel mit Hering und Kabeljau, zwei Salzwasserfischen, die sich gut konservieren ließen. Ab dem frühen 13. Jahrhundert wurde europaweit vor allem Hering als Fastenspeise gegessen. Reichtum und Unabhängigkeit der Hansestädte basierte zu einem Teil auf dem Handel mit diesen beiden Fischen. Köln und Frankfurt entwickelten sich zu zentralen Umschlagsorten im Heringshandel. Brian Fagan nennt als wesentliche Gründe für den Bedeutungszuwachs dieser beiden Fischarten, dass erst ab diesem Zeitraum ausreichend Salz in geeigneter Qualität abgebaut, dieses über weite Entfernungen gehandelt wurde und sich auf Salz basierende Konservierungsmethoden standardisierten. Parallel dazu hatten sich die Techniken im Schiffbau so weiterentwickelt, dass zunehmend größere Schiffe gebaut werden konnten, die den Handel mit diesen Fischen profitabel werden ließen.
Kabeljau oder Dorsch ließ sich, wenn er leicht gesalzen war, an der Luft gut trocknen; er wurde von Februar bis April vor den Lofoten, vor Vesteralen, Island und Schottland gefangen, anschließend verarbeitet und getrocknet und dann als Stockfisch in ganz Europa gekauft und gegessen. Seine Zubereitung war aufwendig; er musste vor dem Servieren lange gewässert werden und wurde häufig mit einem Hammer weichgeklopft. Wichtigster Umschlagplatz von Stockfisch war Bryggen, das hanseatische Kontor in Bergen. Der fettere Hering ließ sich leicht einsalzen oder durch Räuchern haltbar machen. Besonders preisgünstig war Hering, der zunächst für 14 Tage in Salzlake eingelegt und dann weitere 14 Tage heißgeräuchert wurde, bis er eine braunrötliche Farbe aufwies. Er war so haltbar, dass er ohne Probleme in Fässer gepackt mit Tragetieren und Booten von den Küsten Nordeuropas bis in den Süden Europas transportiert werden konnte. Brian Fagan bezeichnet den so konservierten Hering als einen Fisch ohne jegliches Sozialprestige, eine Nahrung für Arme, Klosternovizen und Soldaten. In der Neuzeit exportierte man ihn sogar bis nach Übersee, wo man mit ihm auf den Plantagen die Sklaven ernährte. Der Geschmack dieses in Massen produzierten Räucherfischs war durchdringend und machte ihn zu einer wenig geschätzten Fastenspeise, von der man behauptete, allein ihr Geruch vertreibe den Hunger. Heute wird diese Art von geräuchertem Hering in Europa nicht mehr hergestellt, da die lange Haltbarkeit als eine wesentliche Eigenschaft auch durch moderne Konservierungstechniken erreicht wird.
Etwas teurer als der eingesalzene und dann geräucherte Hering war der nur in Salzlake konservierte Hering. Er war verderblicher als der zusätzlich geräucherte und musste sorgfältiger verarbeitet werden. Der Erfolg der Hanse basierte zum Teil auch darauf, standardisierte Verarbeitungsweisen durchzusetzen, die eine gleichbleibende Qualität und Haltbarkeit der Heringe weitgehend sicherstellten. Ein erhaltengebliebenes Dokument aus dem Jahre 1474 belegt für die beiden schonischen Fischerorte Falsterbo und Skanör, dass sich der Heringsfang zu einer gut organisierten Massenproduktion entwickelte. In den beiden Orten fischten 762 kleine Fischerboote Heringe, sodass etwa 3500 Personen direkt im Fischfang beschäftigt waren. 700 weitere Personen schafften die gefangenen Fische mit 26 größeren Bargen von den Booten an die Küste oder transportierten sie mit Karren zu den 174 Frauen, die die Fische ausnahmen, diese zunächst zwischen reines Salz schichteten und nach ein paar Tagen in mit Salzlake gefüllte Fässer einschichteten. Neben den Böttchern, die die Fässer herstellten, verschlossen oder reparierten, hielten sich 200 Kaufleute mit ihren Gesellen und Lehrlingen in den beiden Orten auf, die den Hering aufkauften und von dort aus nach ganz Europa transportierten. Insgesamt waren 5000 Personen in Falsterbo und Skanör direkt mit dem Heringshandel beschäftigt. Eine einzelne Heringstonne enthielt zwischen 900 und 1000 Heringe. Etwa ein Fünftel ihres Volumens entfiel auf Salz. In der Hauptsaison, die vom 25. Juli bis zum 29. September währte, schwollen die beiden Orte vorübergehend auf mittelalterliche Großstadtgröße an. In den Vitten, den im Besitz einzelner Hansestädte befindlichen Verarbeitungsplätzen, kamen bis zu 20.000 Menschen zusammen, um Heringe zu verarbeiten und zu handeln. Ähnlich war der Fischhandel in Yarmouth organisiert, wo nach modernen Schätzungen in den Jahren 1336 bis 1337 10 Millionen Fische gefangen, verarbeitet und gehandelt wurden. Der so konservierte Hering wurde zu einer Standardfastennahrung des Mittelalters, die bis weit in den Süden Europas exportiert wurden. Heringsfässer aus Flandern wurden im Jahre 1396 unter anderem in der Toskana verkauft; 1430 wurden in Köln Heringstonnen für Barcelona verladen und verschiedene erhaltengebliebene Haushaltsbücher belegen, dass für viele Haushalte tief im Inland Europas zwischen Ende November und Ostern der Salzwasserfisch Hering die wichtigste Proteinquelle war.

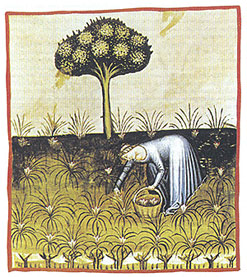
Safranernte, Tacuinum sanitatis, 15. Jh.

### Getreide und Brot

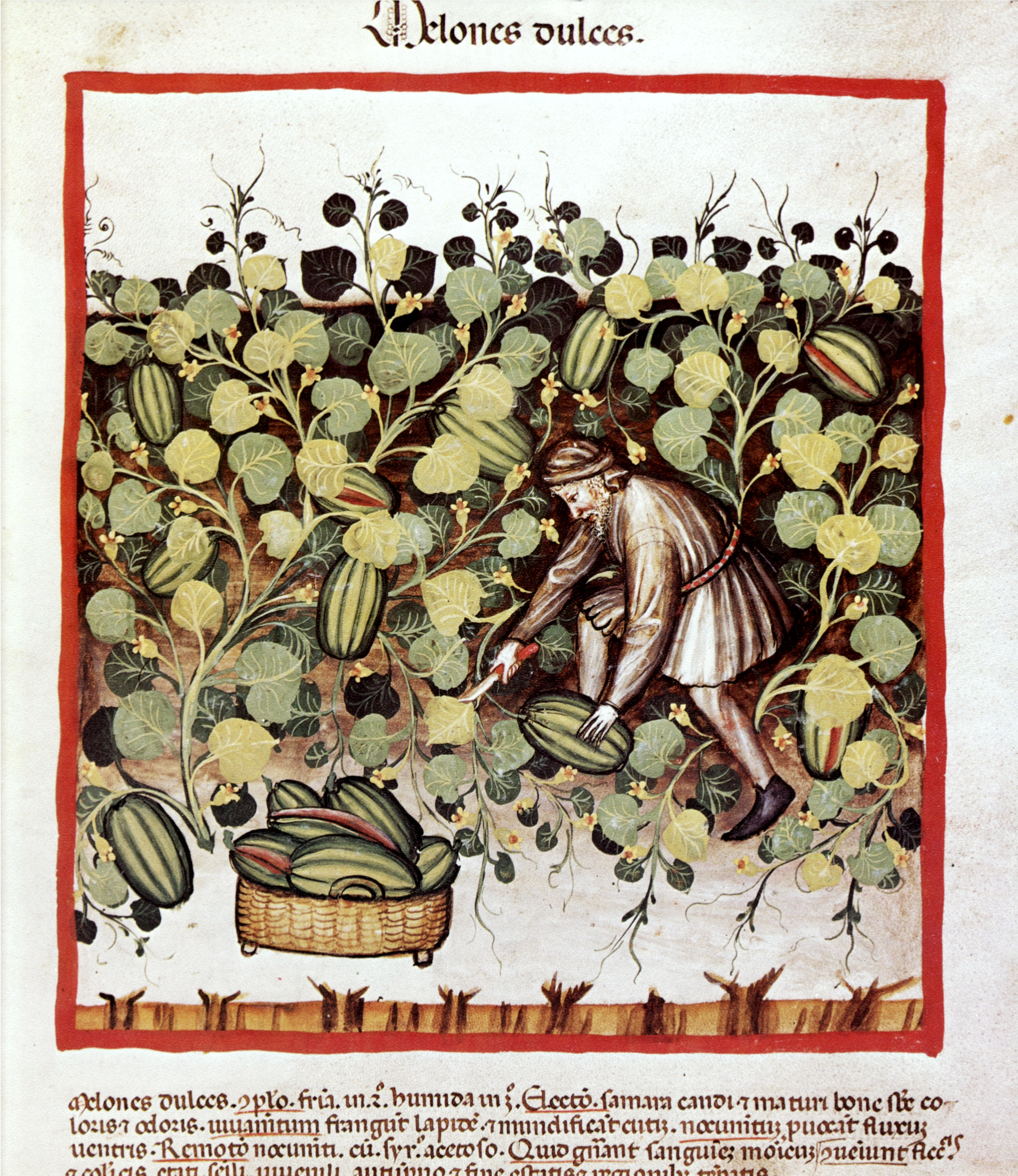
Melonenernte, Tacuinum sanitatis, 15. Jahrhundert

Getreide spielte unabhängig von der sozialen Schicht eine große Rolle in der Ernährung und wurde als Getreidebrei, Grütze, Brot und gelegentlich auch als Nudeln gegessen. Vom achten bis ins elfte Jahrhundert stieg der Anteil von Getreide an der Ernährung der europäischen Bevölkerung von einem knappen Drittel auf etwa drei Viertel. Ungeachtet dessen, dass Getreidegerichte wie Fladenbrot und Puls bereits Hauptbestandteil der Ernährung im Römischen Reich waren, war Brot ab dem 13. Jahrhundert in ganz Europa Grundnahrungsmittel und behielt diese Stellung bis in die Neuzeit bei. Es ist wahrscheinlich, dass im 14. und 15. Jahrhundert durchschnittlich 200 Kilogramm Getreide pro Kopf und Jahr verzehrt wurden. Angehörige der unteren Schichten verzehrten dabei spätestens ab dem Spätmittelalter mehr Getreide als die der Mittel- und Oberschicht. Die Ernteerträge aller Getreidearten waren bis zum 15. Jahrhundert sehr niedrig: Ein gesätes Korn brachte durchschnittlich nur 3,2 Körner hervor. Heute wird in Europa das 20- bis 25fache der Saatmenge geerntet.

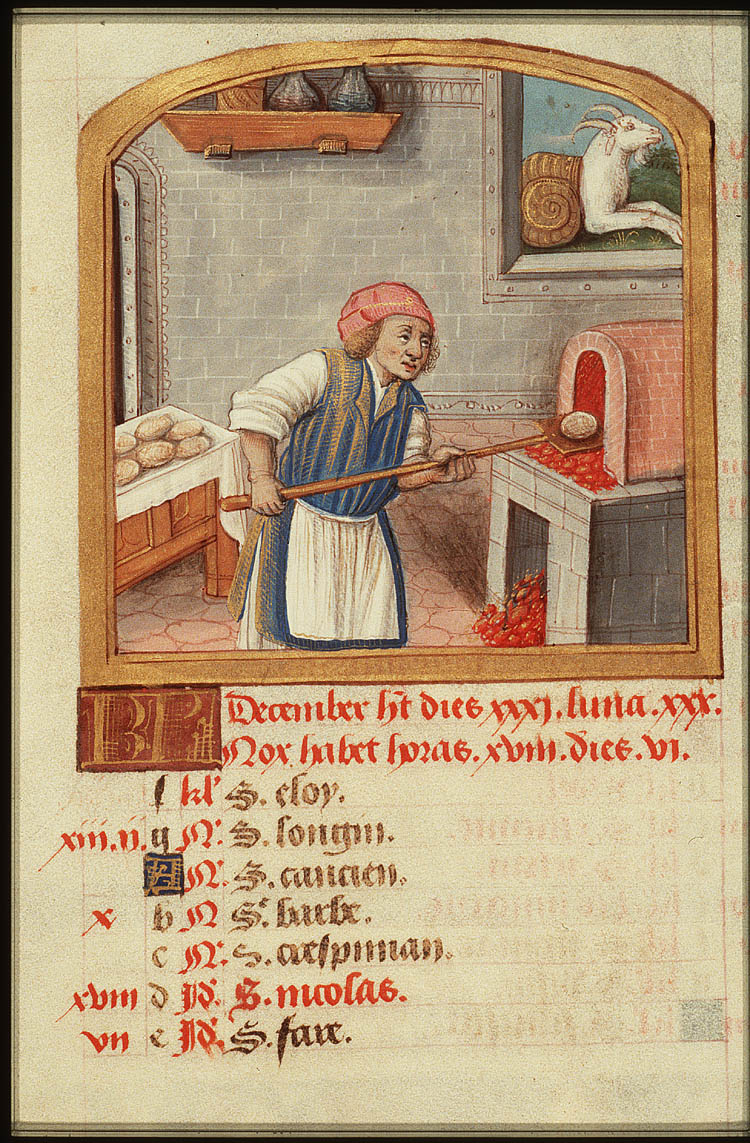
Mittelalterliches Monatsbild (Dezember) aus einem Kalendarium: Ein Bäcker schiebt Brot in den Backofen

Gerste, Hirse und Hafer waren in vielen Regionen die Hauptgetreidearten. Weizen wurde während der Zeit des Römischen Reiches auch nördlich der Alpen häufig angebaut. Am Niederrhein, an der unteren Maas und im Schelde-Mündungsgebiet zählte es in dieser Zeit sogar zum Hauptgetreide. Nach dem Abzug der Römer sank der Weizenanbau stark und spielte während des Mittelalters im nördlichen Europa eine Nebenrolle, auch wenn das aus Weizen hergestellte Weißbrot regional sehr geschätzt wurde und Weizen anders als Roggen und Hafer eine Fernhandelsware war. Der Anbau von Roggen als Hauptbrotfrucht begann in Ost-, Mittel-, West- und Nordeuropa zu Beginn des Mittelalters und blieb in vielen Regionen bis in die Neuzeit die wichtigste Getreideart. Roggen war ein sehr anspruchsloses Getreide, das auch auf mageren Sandböden gedieh und 10 bis 15 Jahre auf derselben Fläche angebaut werden konnte. Allerdings war Roggen auch anfällig für einen Befall durch Mutterkorn, sodass es immer wieder zu epidemieartigen Ergotismusausbrüchen kam. Roggen hatte nicht überall eine gleich hohe Bedeutung: Im Spätmittelalter war Dinkel in der Schweiz das wichtigste Brotgetreide und in anderen Regionen spielten Emmer und Einkorn eine große Rolle. Hafer dagegen war nur sehr schwer zu verbacken. Er hat seine hohe Bedeutung vor allem wegen seiner Rolle als wichtigstes Breigetreide. Buchweizen, der botanisch gesehen zu den Knöterichgewächsen gehört, aber getreideähnlich verarbeitet wird, wurde ab dem 14. Jahrhundert in größerem Umfang angebaut. Er kam als letzte wichtige Kulturpflanze nach Europa, bevor der Kulturaustausch mit Amerika begann und Pflanzen wie Kartoffeln, Mais und Tomaten die europäische Esskultur zu verändern begannen. Reis wurde auf der iberischen Halbinsel gepflanzt, seit die Dynastie der Omaijaden im Jahre 755 Teile Spaniens eroberte. Erst gegen Ende des Mittelalters wurde er auch in Norditalien zur Kulturpflanze. In englischen Haushaltsbüchern ist Reis das erste Mal im Jahre 1234 erwähnt. Reis war zu diesem Zeitpunkt noch deutlich teurer als Honig. Er wurde vor allem für Puddinge und Süßspeisen verwendet.
Aus allen Getreidearten wurden Breie zubereitet. Ernst Schubert bezeichnet den mit Wasser zubereiteten und ungezuckerten Haferbrei als das verbreitetste Gericht des deutschen Mittelalters. Zubereitet mit Kuh- oder Mandelmilch und mit Zucker oder Honig gesüßt wurden solche Breie auch als Dessert oder Krankennahrung serviert. Die Breie der armen Bevölkerungsschichten bestanden neben Hafer aus geschroteten Getreidearten wie Gerste, Roggen oder Hirse und wurden mit Salzwasser oder Buttermilch zubereitet. Die Konsistenz dieser Breie war teigig bis schnittfest. Die reichere Bevölkerung aß auch Breie aus Weizenmehl, mit Milch gekocht und mit Butter und Honig verfeinert. Die Bedeutung von Breien für die tägliche Ernährung zeigt sich daran, dass die Bezeichnung muos nicht nur für die breiartige Speise, sondern auch allgemein für „Essen“, „Mahlzeit“ oder „Speise“ verwendet wurde. Auch Nudeln gehören bereits zur mittelalterlichen Esskultur. Der Begriff „Pasta“ als Sammelbegriff für Teigwaren war im mittelalterlichen Italien zwar unbekannt, aber in italienischen Kochbüchern aus dieser Zeit tauchen bereits Begriffe wie Gnocchi, Lasagne, Makkaroni und Tortellini auf, wenn auch die Schreibweise noch stark variierte. Der früheste Hinweis auf Ravioli findet sich allerdings in einer anglonormannischen Rezeptsammlung, die gegen Ende des 13. Jahrhunderts entstand.
Zum mittelalterlichen Mahl gehörte zunehmend Brot, das man in Wein, Suppe, Brühe oder Sauce brockte. Das früh- und hochmittelalterliche Brot war überwiegend ein Fladenbrot, das dem heutigen Knäckebrot ähnelte. Erst im 13. Jahrhundert setzte sich das Sauerteigbrot durch, das als Brotlaib gebacken wurde. Die mit Butter bestrichene Brotscheibe wurde in Mitteleuropa erst im 14. Jahrhundert üblich. Die meisten Menschen aßen dunkles Brot aus grob gemahlenem Mehl, das umso mehr Kleie enthielt, je preisgünstiger es war. Nur wenige aßen das teure Domherrenbrot (mhd. auch schœneȥ brôt oder sëmel genannt), das ein Weißbrot aus feinstgemahlenem Weizenmehl war und auch in wohlhabenden Haushalten nur selten gekauft wurde. Eine erhaltengebliebene Abrechnung für ein Gastmahl, das die polnische Königin Jadwiga am 21. August 1394 gab, weist beispielsweise den Einkauf von 360 Roggenbroten und nur 60 Weizenbroten aus. Teigpasteten gefüllt mit Fleisch, Eiern, Gemüse oder Früchten waren in allen europäischen Küchen des Mittelalters zu finden. Im Spätmittelalter wurden Kekse und insbesondere Waffeln zu einer bevorzugten Nachspeise. Als Brotkrumen und Mehl war Getreide ein häufiger verwendetes Dickungsmittel für Suppen und Eintöpfe.

### Gemüse, Obst und Nüsse

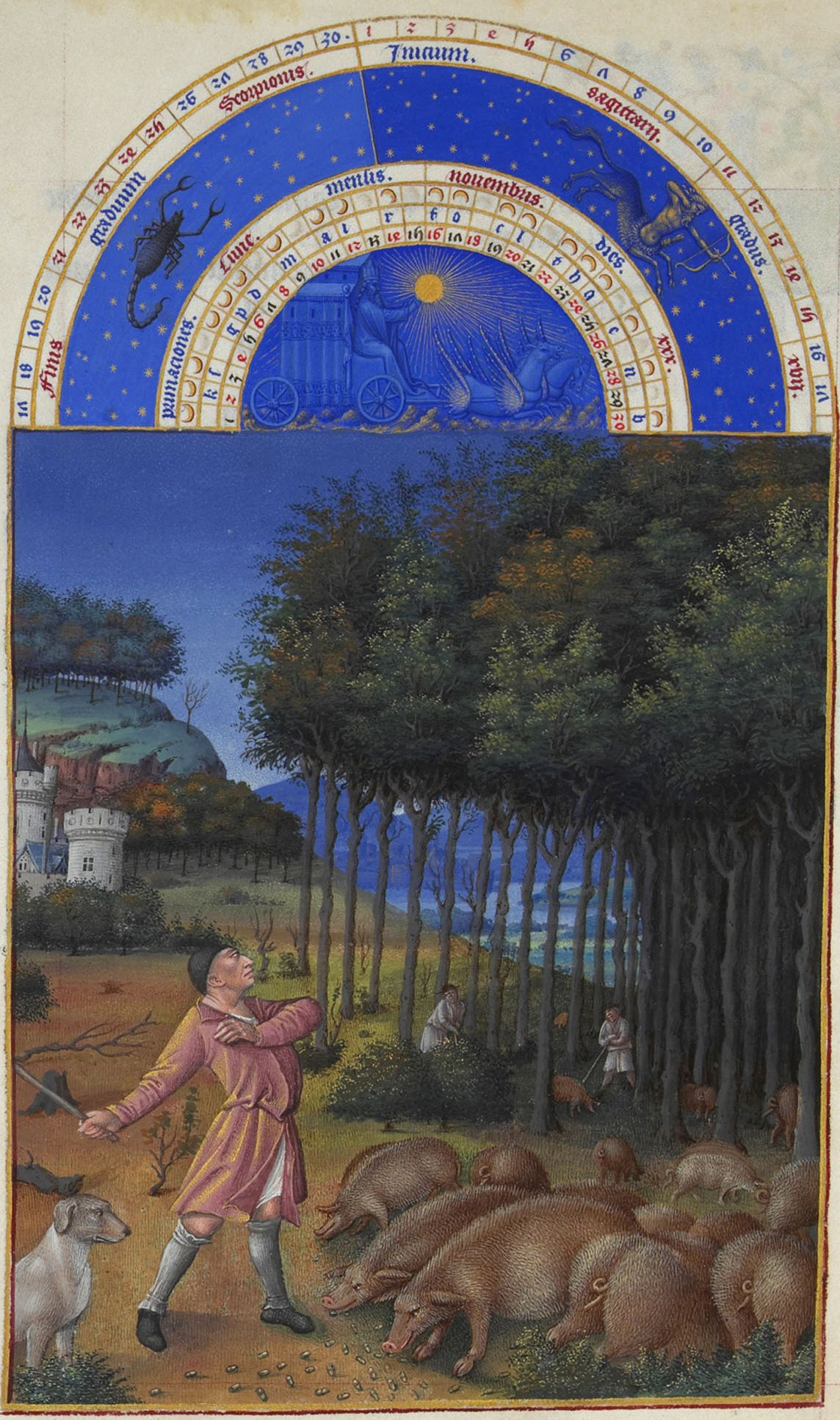
Schweinehirt und Schweineherde während der Eichelmast, Kalenderbild November, Stundenbuch des Herzogs von Berry, 15. Jahrhundert

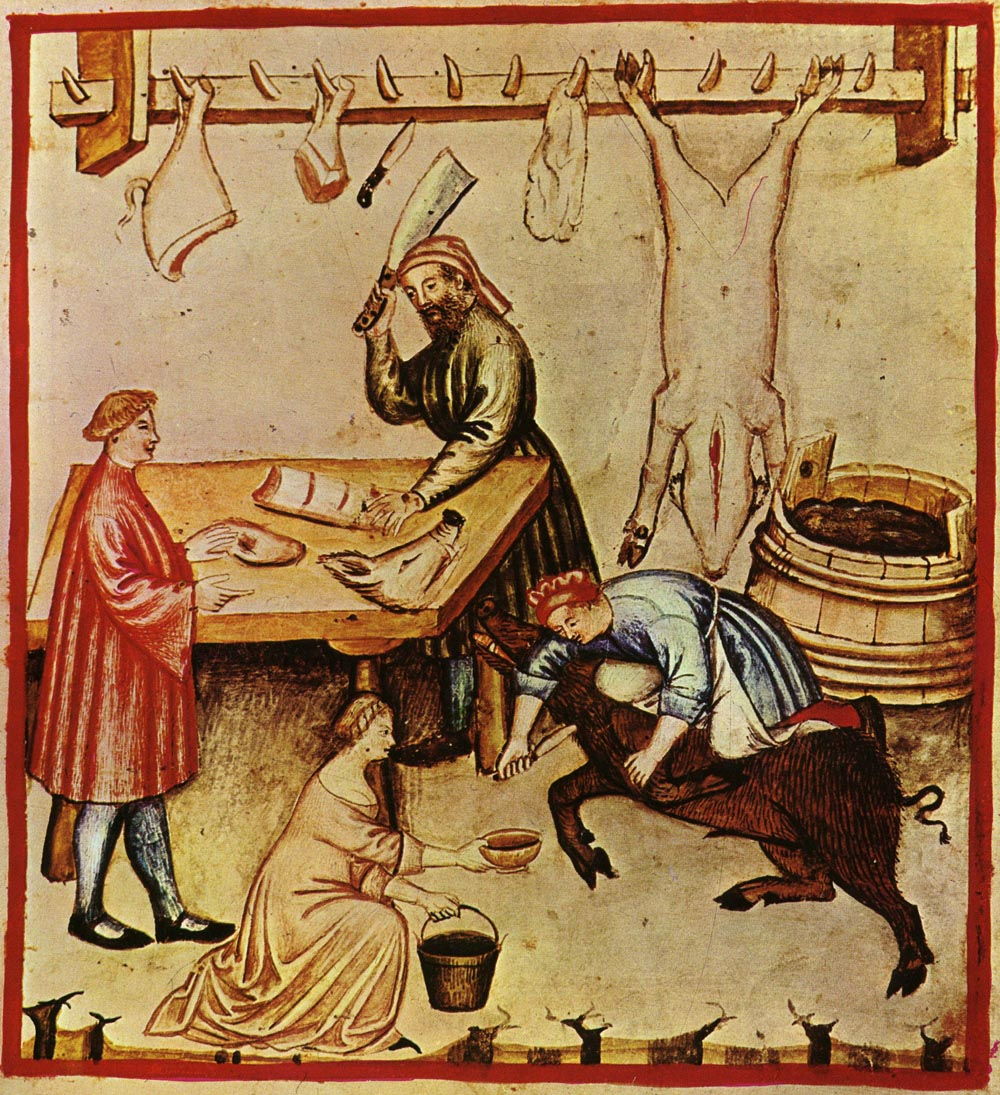
Schlachten von Schweinen, Tacuinum sanitatis, 15. Jahrhundert

Gemüse wie Kohl, Rote Rüben, Zwiebeln, Lauch und Knoblauch ergänzten bei den meisten Menschen des Mittelalters täglich die auf Getreide basierte Ernährung. Die stärkehaltige Pastinake spielte in der mittelalterlichen Ernährung eine ähnliche Rolle, wie sie die Kartoffel in der Neuzeit übernahm. Stockfisch mit Pastinaken war ein weit verbreitetes Gericht. Gurken wurden ebenfalls angebaut und spielten beispielsweise in der mittelalterlichen polnischen Küche eine große Rolle. Im 14. Jahrhundert werden sie nahezu immer in Verbindung mit Obst erwähnt und die polnischen Quellen aus dieser Zeit lassen darauf schließen, dass sie unter anderem gemeinsam mit Pfirsichen am Ende einer Mahlzeit serviert wurden. Möglicherweise handelte es sich dabei aber um die Sikkim-Gurke, eine Varietät der Speisegurke, die ausgewachsen einen melonenartigen Geschmack hat; die botanische Bezeichnung dieser Gurkenvarietät lautet Cucumis sativus var. sikkimensis. Sie wurde in Russland und Westasien bis ins 19. Jahrhundert angebaut. Kohl ließ sich einsäuern und gehörte als Sauerkraut zu den charakteristischen Lebensmitteln im Winter. Bereits der Plan für den Klostergarten von Sankt Gallen aus dem Jahre 820 sah unter den 18 Beeten für Kräuter und Gemüse eines für Kohl vor und auch in anderen Pflanzverzeichnissen wie dem Capitulare von Karl dem Großen ist Kohl aufgeführt. Verschiedene Hülsenfrüchte wie Kichererbsen, Ackerbohnen, Linsen und Erbsen waren ein wichtiger Bestandteil der Ernährung, da sie sich gut aufbewahren ließen. Wurden sie allerdings zu feucht gelagert, bestand die Gefahr, dass sie zu keimen begannen. Bereits im 15. Jahrhundert begann man deshalb in England „canebyns“ herzustellen. Dafür wurden Hülsenfrüchte wiederholt in frischem Wasser eingeweicht und anschließend auf einem heißen Stein oder im Bäckerofen getrocknet und dann grob vermahlen. Aus diesen Erbs- und Bohnenmehlen kochte man Eintöpfe oder dicke Breie. Mit Ausnahme von Erbsen galten Hülsenfrüchte wegen ihrer Tendenz, Flatulenz zu verursachen, als bäuerliche Kost. Linsen sagte man nach, dass sie den Magen reizten, das Augenlicht schwächten und schwere Träume verursachten.
Der Volkskundler Gunther Hirschfelder hält es für wahrscheinlich, dass Brei- und Brotspeisen im Sommer und Frühherbst nur in geringem Maße auf den Tisch kamen und sich die ländliche Bevölkerung von Juni bis Oktober von einer breiten Palette an Frucht-, Beeren und Pilzgerichten ernährte. Auf diese Weisen ließen sich die Getreidevorräte strecken, die in schlechten Erntejahren nicht bis zur nächsten Ernte reichten. Obst war außerdem eine häufige Zutat vieler Fleisch- und Fischgerichte. Ein charakteristisches Beispiel dafür ist Tart de brymlent, ein Fischauflauf aus der Rezeptsammlung Forme of Cury, dessen Füllung aus Feigen, Rosinen, Äpfeln, Pfirsichen, Pflaumen und Lachs, Heilbutt oder Kabeljau bestand.
Da Honig und Zucker teuer waren, wurde die Süße von Obst genutzt, um Speisen einen süßen Geschmack zu geben. Äpfel, Birnen, Kirschen, Walderdbeeren, Pflaumen, Zwetschgen, Maulbeeren und Quitten konnten auch im nördlichen Europa angebaut werden. Ausgrabungen wie die der frühmittelalterlichen Stadt Haithabu in Schleswig zeigen allerdings, dass das gesammelte Steinobst das angebaute im Verhältnis von 10:1 überwog. Gesammelt wurden auch heute kaum noch genutzte Beeren wie Weißdorn oder Eberesche. Im Süden spielten Zitronen, Granatapfel, Feigen und Wein eine sehr große Rolle in der Ernährung. Importierte Datteln zählten zu den beliebtesten und teuersten Näschereien des Mittelalters und wurden im 14. Jahrhundert in Frankreich bei Staatsbanketten zum Dessert serviert. Man verwendete auch schon Orangen, allerdings nicht die süßen Arten, die erst in der Neuzeit eingeführt wurden, sondern Bitterorangen. Nüsse standen gleichfalls auf dem mittelalterlichen Speiseplan. Hasel- und Walnüsse wurden im Herbst gesammelt; in den südlicheren Regionen Europas spielten außerdem Kastanien eine große Rolle. Neben dem wichtigen Lein, der gleichermaßen der Öl- wie Fasergewinnung diente, waren auch Bucheckern eine wichtige Ölpflanze. Von besonderer Bedeutung war die Mandel, die als Mandelmilch neben Verjus eines der Grundelemente mittelalterlicher Saucen war.

### Gewürze, Zucker, Süßwaren und Salz

#### Gewürze und Küchenkräuter
Gewürze zählten zu den kostbarsten Gütern, die ein mittelalterlicher Haushalt für seinen Gebrauch erwarb. Gewürze wie Pfeffer, Zimt, Muskat, Gewürznelken und Ingwer waren allein wegen ihrer langen Transportwege teuer und wurden gewöhnlich nur in wohlhabenden Haushalten verwendet. Pfeffer war unter den von anderen Kontinenten importierten Gewürzen das wichtigste. Das Bremer Pfefferkorn vom Anfang des 13. Jahrhunderts ist der älteste erhaltene Fund als Gewürzmittel nördlich der Alpen. Nach modernen Schätzungen wurden im Spätmittelalter jährlich etwa 1.000 Tonnen Pfeffer und die gleiche Menge an anderen Gewürzen nach Westeuropa eingeführt. Der Gegenwert dieser Importe entsprach dem des Jahresbedarfs an Getreide für 1,5 Millionen Menschen. Safran nimmt unter den wichtigen mittelalterlichen Gewürzen eine Sonderrolle ein. Das Gewürz, von dem im Mittelalter ein Pfund dem Gegenwert eines Pferdes entsprach, zählte zu den Luxusprodukten, die innerhalb Europas angebaut und nicht aus Asien oder Afrika importiert wurden, wie dies für andere, besonders kostbare Gewürze der Fall war. Safran wurde bereits in der Zeit des römischen Reiches in vielen Mittelmeerländern angebaut. In Mitteleuropa setzte es sich als Färbemittel für Speisen und Gewürz erst nach dem kulturellen Austausch mit dem arabischen Raum in der Folge der Kreuzzugsbewegung durch und wurde dann auch in Mitteleuropa angebaut.
Andere Gewürze wie die verschiedenen Senfarten, Salbei, Petersilie, Dill, Kümmel, Minze, Fenchel und Anis, die allesamt im europäischen Raum angebaut wurden, waren erheblich preisgünstiger und spielten schichtenunabhängig eine große Rolle bei der Zubereitung von Mahlzeiten. Eine Reihe von im Mittelalter genutzten Gewürzen und Kräutern finden heute vergleichsweise selten in der europäischen Küche Verwendung. Dazu zählen die in Europa wachsenden Gewürzpflanzen Alant, Bärwurz, Beifuß, Bockshornklee, Eberraute, Engelwurz, Kalmus, Knoblauchrauke, Rainfarn, Schabzigerklee und Weinraute sowie die importierten Gewürze Kubebenpfeffer, Macis, Narde, Paradieskörner und Langer Pfeffer.
Nach wie vor ist gelegentlich zu lesen, dass mittelalterliche Köche Gewürze wie Pfeffer reichlich verwendeten, damit sie den unangenehmen Geschmack verdorbenen Fleisches oder Fisches überdeckten. Die meisten Wissenschaftler, die sich mit der Geschichte der Ernährung beschäftigen, teilen diese Meinung nicht mehr. Eine großzügige Verwendung von teuren, importierten Gewürzen war aus finanziellen Gründen sehr wohlhabenden Haushalten vorbehalten, denen eine große Auswahl an Fleisch und Fisch in guter Qualität zur Verfügung stand. Die Verwendung teurer Gewürze, um den Geschmack verdorbenen Fleischs oder Fischs zu übertünchen, das im Vergleich dazu preisgünstig war, wäre ökonomisch unsinnig gewesen. Inventarlisten mittelalterlicher Haushalte führen zwar regelmäßig große Mengen an Gewürzen auf. So finden sich beispielsweise in den Vorratskammern der französischen Königswitwe Jeanne d’Évreux sechs Pfund Pfeffer, 13,5 Pfund Zimt, fünf Pfund Paradieskörner, 3,5 Pfund Muskatnüsse, 1,25 Pfund Safran, ein halbes Pfund Langer Pfeffer, etwas Muskatblüte und 23,5 Pfund Ingwer aufbewahrt und der Haushalt von Humphrey Stafford, Herzog von Buckingham, verbrauchte zu Beginn des 15. Jahrhunderts nicht weniger als zwei Pfund Gewürze pro Tag. Diese Angaben beziehen sich aber auf Haushalte, die täglich hunderte von Personen verköstigten. Terence Scully, der sich intensiv mit mittelalterlichen Rezepten beschäftigt hat, stellt einen eher sparsamen und bewussten Umgang mit Gewürzen fest. Den wesentlichen Unterschied zu heutigen europäischen Würzgewohnheiten sieht er im reichlichen Gebrauch von Safran und der Verwendung von Zucker in herzhaften Speisen. Kaninchen in Sauce, mit Zucker bestreut oder Hackfleisch, das neben Ingwer und Muskatnuss mit Zucker vermischt und dann mit fein gehackten Zwiebeln serviert wird, wirken im Vergleich zur heutigen europäischen Küche befremdlich. Tim Richardson weist in seiner Geschichte der Süßwaren darauf hin, dass sich ähnliche Gerichte auch auf der Speisekarte eines heutigen libanesischen Restaurant finden ließen.

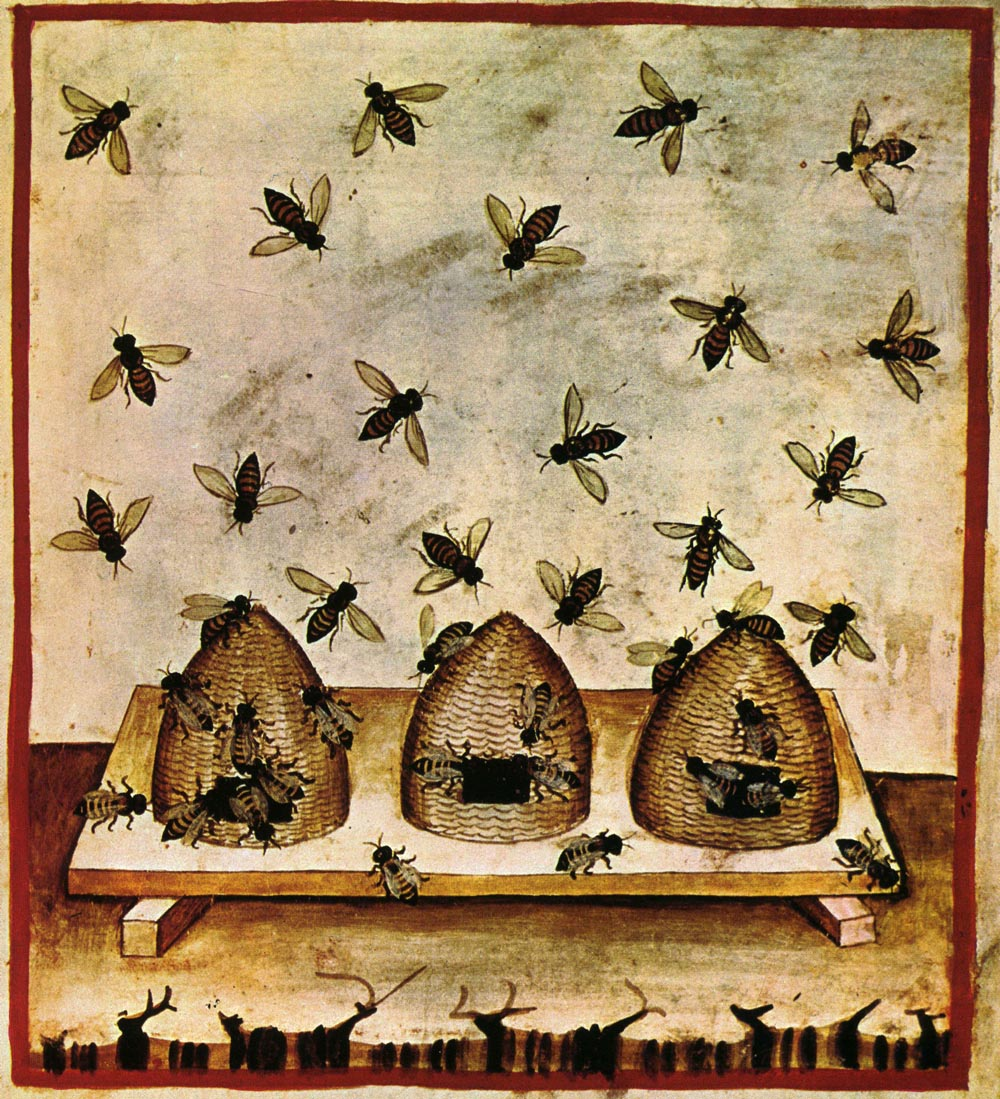
Bienenkörbe, Tacuinum sanitatis, 15. Jahrhundert

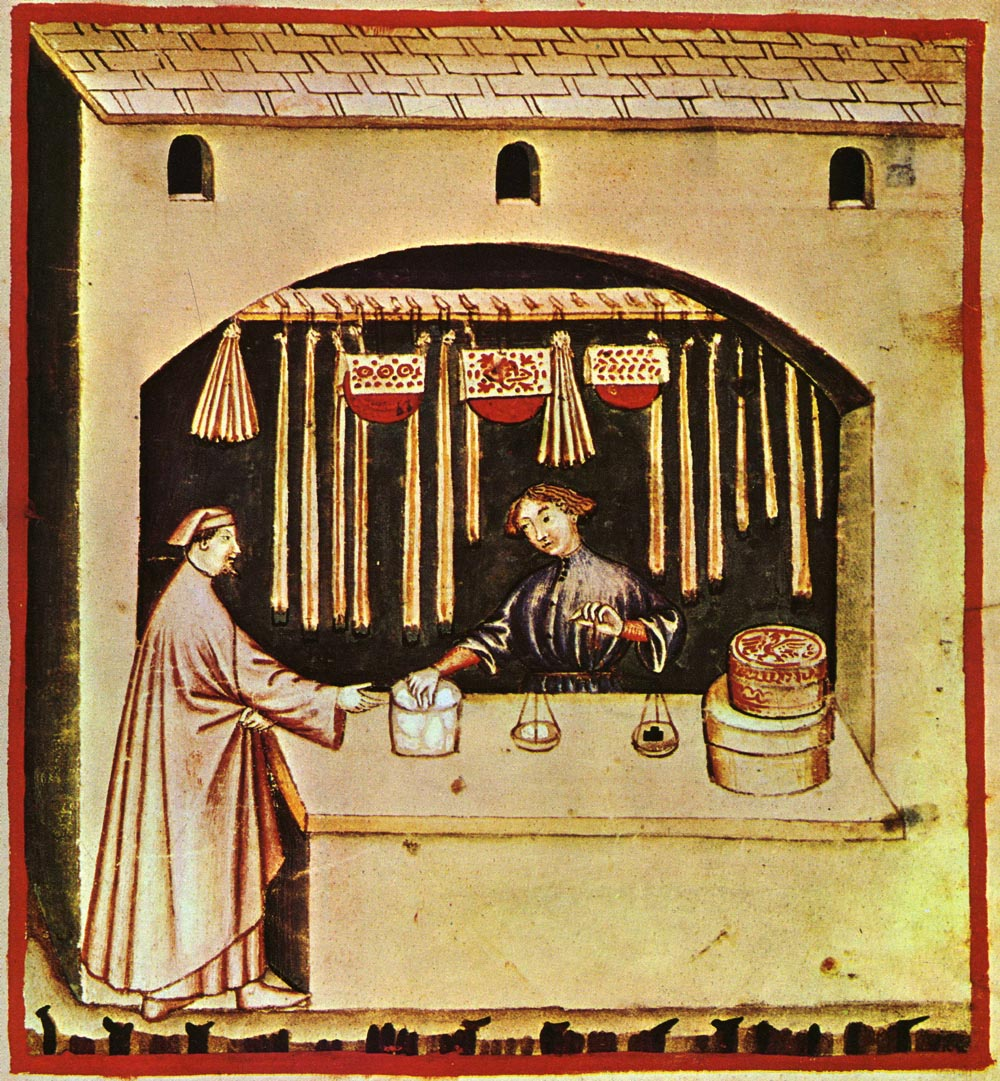
Kauf von Zucker, Tacuinum sanitatis, 15. Jahrhundert

#### Honig, Zucker, Süßwaren und Nachspeisen
Honig war neben der natürlichen Fruchtsüße von Obst das wichtigste mittelalterliche Süßungsmittel. Die heute verbreitete Haltungsform von Bienen in Magazinbeuten, die eine Entnahme von Bienenwaben ermöglicht, ohne dabei das Bienenvolk nachhaltig zu schädigen, ist eine neuzeitliche Entwicklung. Mittelalterliche Imker, die ihre Völker unter anderem in Weidekörben und Baumstämmen hielten, mussten bei der Honigernte regelmäßig den Verlust des Volkes in Kauf nehmen. Honig blieb auch deswegen teuer. Wichtiges Beiprodukt der Honigproduktion war Bienenwachs, das häufig wertvoller als der geerntete Honig war. Gegen Ende des Mittelalters verlor Honig zumindest in einzelnen Regionen Europas seine Rolle als wichtigstes Süßungsmittel. Terence Scully ist in seiner Analyse der mittelalterlichen Küche Nordfrankreichs zu dem Ergebnis gekommen, dass in dieser Region Honig bereits im 14. Jahrhundert nicht mehr in der Küche verwendet wurde. Wichtigstes Süßungsmittel war ein Sirup auf Weinbasis. Zunehmend gebräuchlicher wurde die Verwendung von Zucker. Bereits Chiquart, ein Koch des 15. Jahrhunderts, verwendete in mehr als der Hälfte seiner Rezepte Zucker.
Araber verbreiteten den Zuckerrohranbau bereits im frühen Mittelalter im gesamten Mittelmeerraum. Wichtige Gebiete für den Anbau von Zuckerrohr waren beispielsweise Toledo, Zypern und Sizilien. In Venedig wurde bereits im Jahre 996 ein Lagerhaus errichtet, in dem ausschließlich Zucker aufbewahrt wurde. Zucker gehörte während des Mittelalters zu den Gütern, die man beim Apotheker kaufte. Er war anfangs so teuer, dass nur Wohlhabende ihn sich leisten konnten. Sein Preis verfiel ab dem 14. Jahrhundert, sodass breitere Schichten sich den Erwerb von Zucker erlauben konnten. Zu den frühen Süßwaren, die im mittelalterlichen Europa verzehrt wurden, gehörten in Zucker kandierte Früchte, Zitrusschalen und Blüten, mit Zuckerguss überzogene Gewürzsamen – sogenannte „Comfits“ – sowie Pastillen und Marzipan, die zunächst aus dem arabischen Raum importiert wurden. Handwerker, die sich auf die Herstellung solcher Süßwaren spezialisierten, sind erstmals für Venedig im Jahre 1150 belegt. Genua etablierte sich wenig später als ein Ort, in dem besonders hochwertige Früchtegelees hergestellt wurden. Ähnlich wie bei Gewürzen erwarben wohlhabende Haushalte gelegentlich große Mengen solcher Süßwaren. Zum Proviant des Herzogs Edward von Guelders, der 1369 zu einem Feldzug in Preußen aufbrach, zählten 46 Pfund Süßwaren, darunter kandierter Ingwer, Pinienkonfekt und 10 Pfund Früchtegelee. Zu den ungewöhnlicheren mittelalterlichen Süßwaren zählt manus christi („Hand Christi“), der man Heilwirkung nachsagte. Nach den überlieferten Rezepturen handelte es sich dabei meist um eine Stange gekochten Zuckers, die mit Veilchen, Zimt oder Rosenwasser gewürzt war. Häufig enthielten diese bonbonähnlichen Stangen auch Blattgold. Nach anderen Rezepturen ist es ein Sirup und nach einem Pariser Rezept des späten 14. Jahrhunderts eine Art Marzipan. Allen Rezepturen gemeinsam ist die Verwendung von Kristallzucker.
Süßwaren wie Pastillen, Marzipan, Comfits (mit Zuckerguss überzogene Gewürzsamen), kandierte Früchte oder Früchtegelees wurden häufig am Ende eines Mahles serviert. Die mittelalterliche Küche kannte als Nachspeise außerdem frittiertes Fettgebäck, Waffeln, puddingähnliche Eiercreme und Gebäck, das mit einer Mischung aus Mandelmilch und Eiern gefüllt wurde. Letzteres wurde mit Früchten, gelegentlich auch Knochenmark oder Fisch angereichert. Auch gewürzter Wein, begleitet von Käse, oder Käse und Butter wie bei den oben angeführten Feiern Osnabrücker Gildegemeinschaften beendeten häufig eine festliche Mahlzeit.

#### Salz

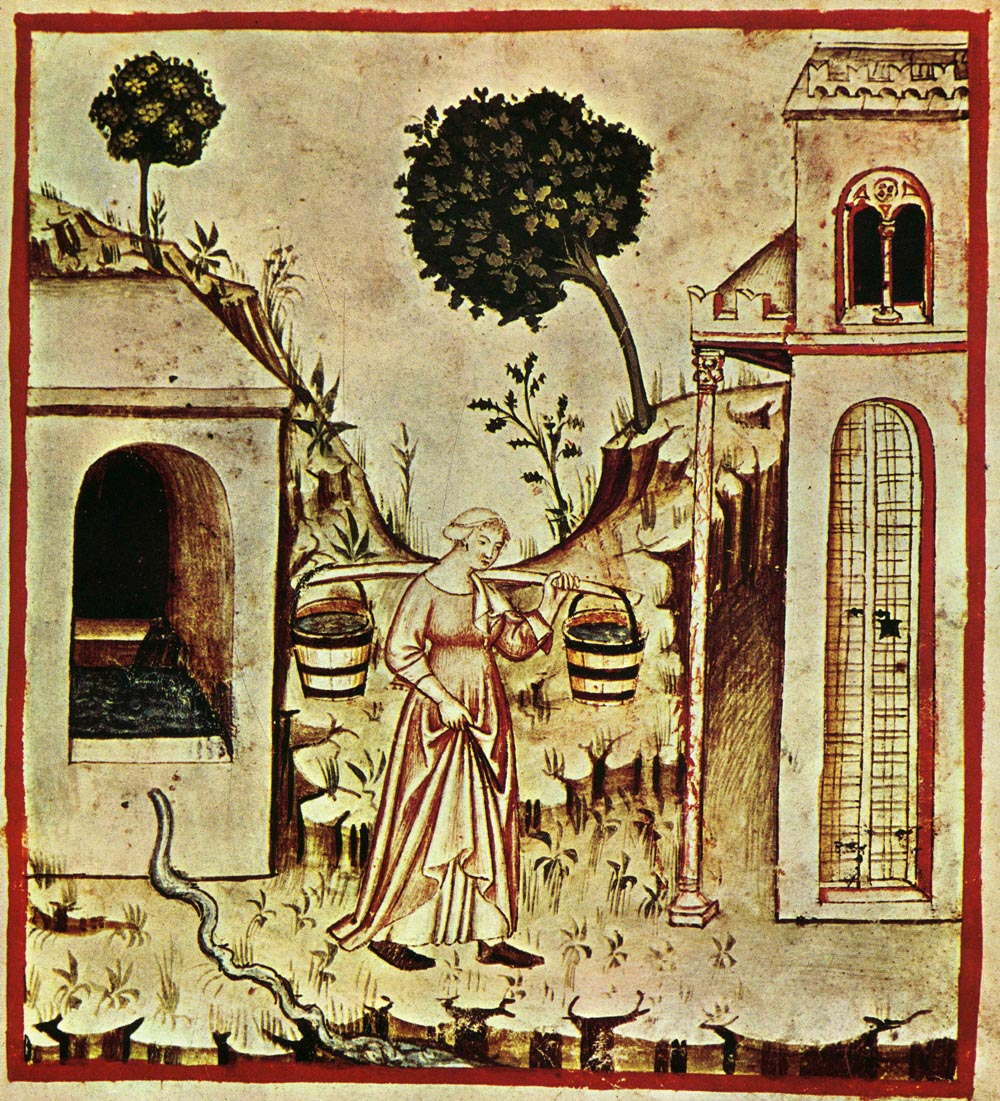
Eine Frau trägt Wasser vom Brunnen ins Haus, Tacuinum sanitatis, 15. Jahrhundert

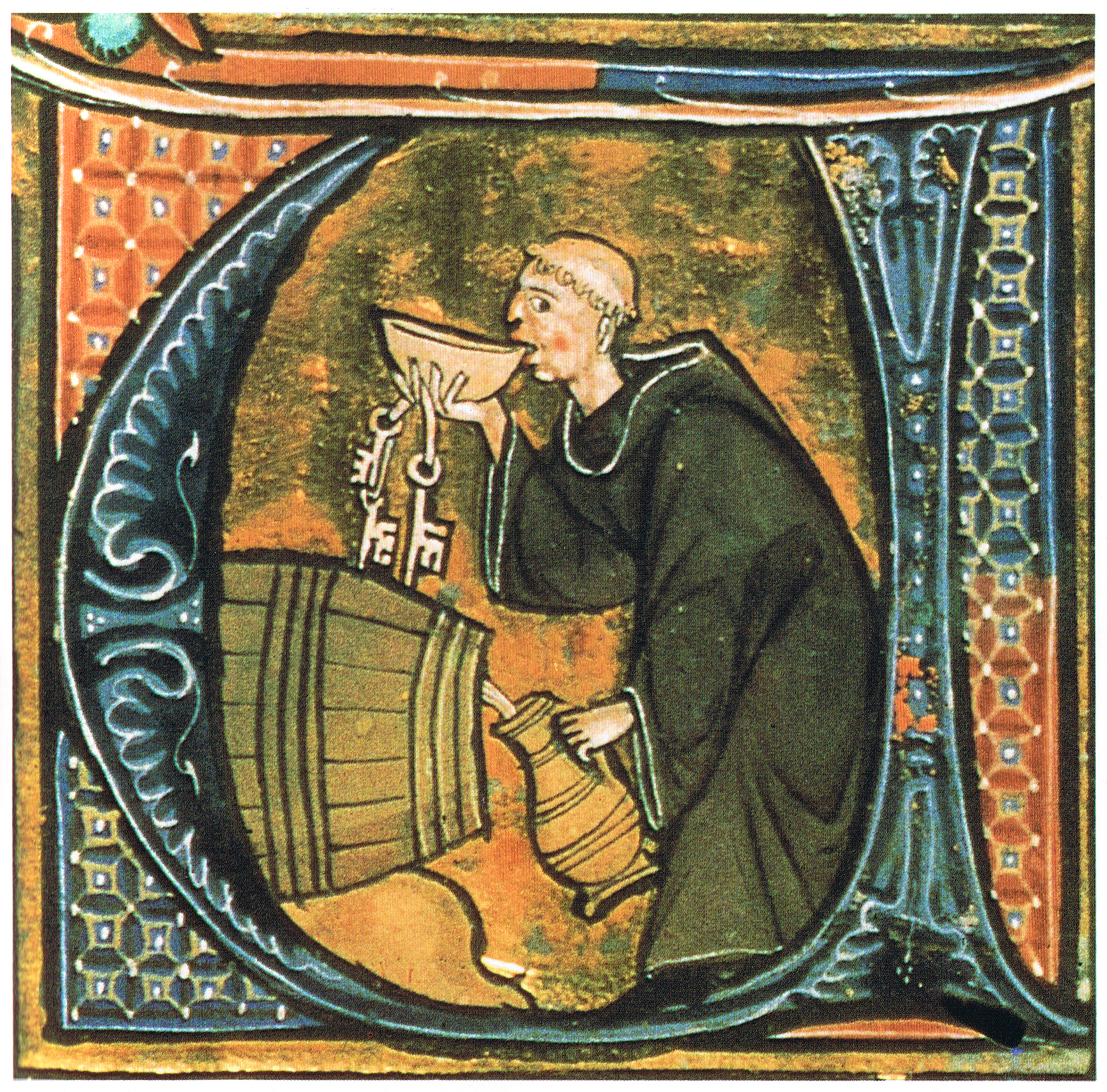
Ein Mönch probiert Wein

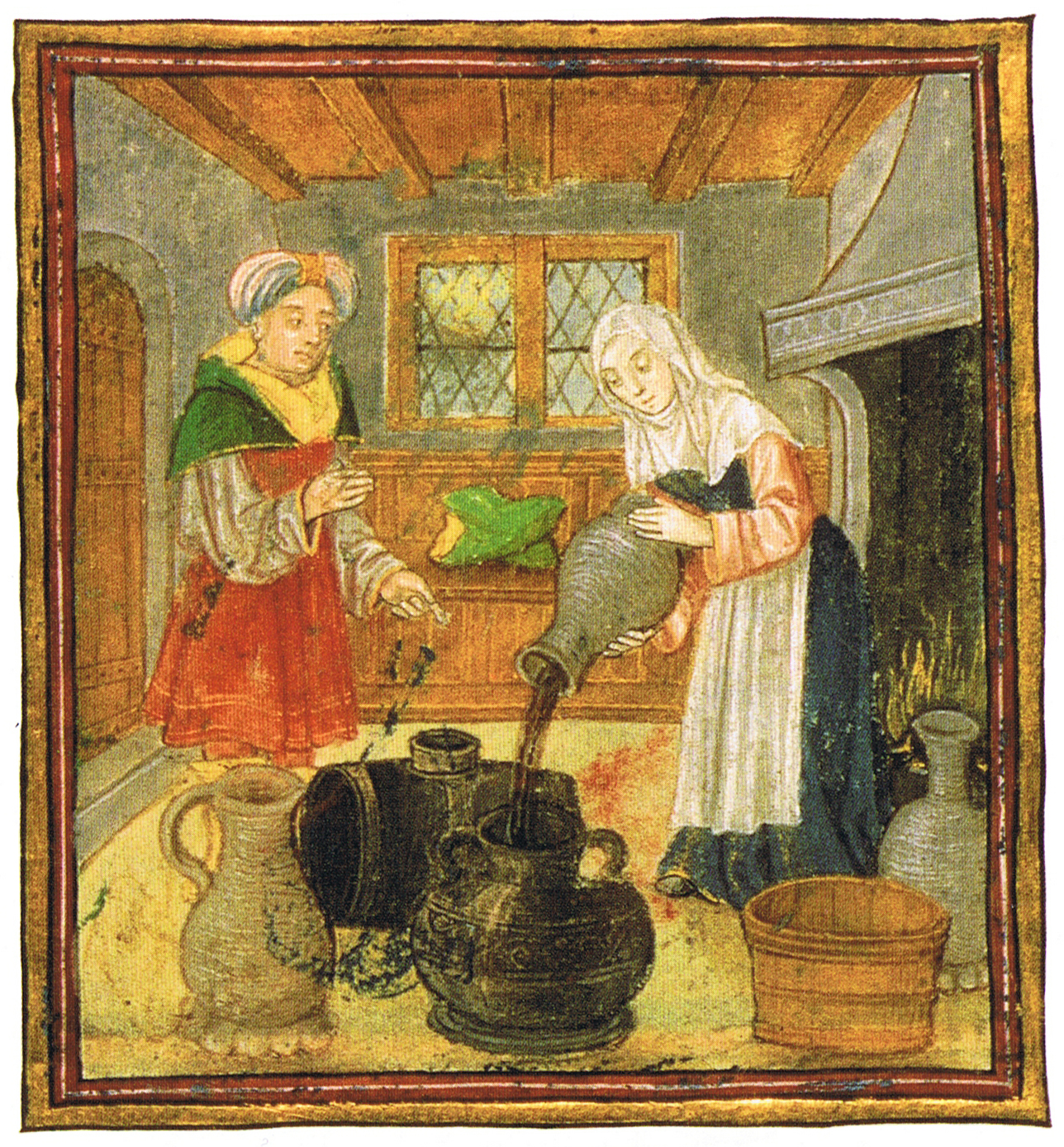
Eine Hausfrau zeigt, wie Wein behandelt werden soll

Salz, das als Mineral nach einer häufig benutzten Unterscheidung nicht zu den Gewürzen zählt, spielt in der gesamten Ernährung der Menschheit eine große Rolle. Salz war für den mittelalterlichen Menschen nicht nur notwendiger Ernährungsbestandteil, sondern spielte für ihn auch eine unverzichtbare Rolle in der Nahrungsmittelkonservierung. Salzfisch wäre für die mittelalterliche Ernährung nicht so wichtig geworden ohne eine Intensivierung und Verbesserung der Salzgewinnung und einen intensivierten Salzhandel. Zu wichtigen mitteleuropäischen Salzregionen zählen die Ostalpen, Lothringen und das Elbe-Saale-Gebiet, in denen durchgängig die Salzgewinnung im Hochmittelalter ausgeweitet wurde. Zu den verbesserten Gewinnungsmethoden zählen die Sinkwerke, in denen unterirdische Steinsalzvorkommen mit eingeflößtem Süßwasser ausgelaugt wurden. Solche Sinkwerke sind sicher erstmals für Hallein im Jahre 1268 belegt. Sie lieferten ein besonders reines Salz. Die Intensivierung der traditionellen Meersalzgewinnung begann sehr viel früher: Die Bucht von „Bourgnef“ (Bourgneuf-en-Retz) an der Atlantikküste Frankreichs ist der nördlichste Punkt in Europa, in dem die Sonneneinstrahlung so intensiv ist, dass Meersalz allein durch Verdunstung gewonnen werden kann. Künstliche Verdunstungsteiche oder „Salzgärten“ wurden auf der in dieser Bucht gelegenen Insel Île de Noirmoutier vermutlich schon im 9. Jahrhundert angelegt. Das dort gewonnene Salz wurde als „Baiensalz“ bis zu den Zentren der Salzfischherstellung an der Ostseeküste verkauft und im Spätmittelalter zählte die Handelsbeziehung zwischen der Bucht von Bourgnef und dem Baltikum zu den wichtigsten Salzhandelsrouten, da das Salz aus Bourgnef zwar grobkörniger, aber auch erheblich preisgünstiger als etwa das Salz aus Lüneburg war.

## Getränke
Als Trinkwasser stand den Menschen des Frühmittelalters nur das Wasser aus Bächen, Flüssen und unzureichend gefassten Brunnen zur Verfügung. Die aufwändigen Wasserleitungen, die sich in vielen römisch geprägten Städten und Siedlungen fanden, waren nach dem Untergang des Römischen Reichs verfallen oder gar zerstört worden. Die Wasserqualität verbesserte sich zwar allmählich, weil nach dem Ende der Völkerwanderung in vielen Regionen wieder systematisch gemauerte Brunnen gebaut wurden. In einzelnen Städten wurden sogar die römischen Aquädukte wiederhergestellt.
Für die Stadtbevölkerung blieb aber innerstädtisches Grund- und Quellwasser die wichtigste Wasserquelle. In mittelalterlichen Städten lagen die Brunnen oft in unmittelbarer Nähe von Abfallgruben und Latrinen, sodass die Wasserqualität während des gesamten Mittelalters mangelhaft blieb. Wohlhabende Bürger behalfen sich daher mit eigenen Zisternen und Brunnen.
Wegen seiner unzureichenden Reinheit war Wasser weniger geschätzt als Wein oder Bier. Frische Milch zu trinken war Kranken und Kleinkindern vorbehalten. Gesunde Erwachsene tranken sie meist nur als Buttermilch oder Molke. Als Handelsgut spielte frische Milch nur eine geringe Rolle, da sie mangels Kühlmöglichkeiten schnell verdarb.
Säfte aus einer Reihe von Früchten und Beeren spielten bereits in der antiken Küche eine Rolle und wurden auch im Mittelalter getrunken. Zu den mittelalterlichen Getränken zählten auch Obst- und Beerenweine.
Der auf Honig basierende Met wird häufig in mittelalterlichen Rezeptsammlungen erwähnt. Er spielte jedoch als Tafelgetränk in den meisten europäischen Regionen eine zunehmend geringere Rolle und galt zum Ende des Mittelalters eher als Krankenkost. Wegen der großen Mengen Honig, die für seine Herstellung verwendet werden musste, war Met auch nicht preisgünstiger als importierter Wein einer mittleren Qualität. Einen besonderen Status behielt Met vor allem in Osteuropa bei, wo er bei Hochzeiten und zu Taufen als besonderes Festgetränk serviert wurde. In dem aus dem 13. Jhdt. stammenden Liber de Coquina werden in der Einleitung folgende Getränke erwähnt: Honigtrunk (mellicrattum), Zuckeressig (oxizucara), Dicksaft (sapa), Honigwasser (mulsa), Sirup (syrupus), Tisana (tysana, ein heißes Aufgussgetränk), Wein (vinum), Bier (cervicia), Met (medus), Molke (melcha), Cidre (cidra), gelber und rosaroter Granatapfelwein (pomi granati vinum limphatum atque rosatum), Apfelwein (cidra pomorum esculorum) und Quellwasser (aqua fontis). Hochprozentige Spirituosen spielten im Mittelalter eine nur kleine Rolle. Die Technik, aus Wein Branntwein zu destillieren, beherrschte man zwar schon im 12. Jahrhundert, bis zum 15. Jahrhundert blieben die Produktionsmengen jedoch sehr gering, die Destillate waren teuer. Sie fanden vor allem in der Heilkunde Verwendung. Erst im 15. Jahrhundert begann man allmählich, Branntweine zu trinken.

### Wein
Die Klimaverbesserung, die in der Übergangsphase vom Früh- zum Hochmittelalter einsetzte, machte Wein nicht nur für die wohlhabende Schicht verfügbar. In Weinanbaugebieten wurde Wein von großen Teilen der Bevölkerung fast täglich getrunken. In Regionen, die sich für die Kultivierung von Weinreben nicht eigneten, war Wein das bevorzugte Getränk der Bevölkerungsschichten, die sich ihn leisten konnten. Er wurde damit zu einem wichtigen Handelsgut. So tauschten beispielsweise friesische Händler schon im 9. Jahrhundert in Mainz Textilien gegen Wein ein. Die Hanse belieferte im 12. Jahrhundert unter anderem England und Norwegen mit Rheinwein.
In der Lehre der Humoralpathologie galt der Wein als heiß und trocken. Wasser und Bier wurde dagegen als feucht und kalt eingestuft. Wein war das prestigeträchtigste Getränk und stand im Ruf, der menschlichen Gesundheit förderlich zu sein. Er sollte die Verdauung unterstützen, gutes Blut fördern und die Stimmung aufhellen. Die Qualität des Weines schwankte je nach Anbaugebiet, Traubenart und vor allem der Anzahl der Traubenpressungen. Aus der ersten Pressung wurde der teuerste Wein gewonnen. Ärmere Bevölkerungsschichten tranken den billigen Nachwein oder Tresterwein, der aus der zweiten oder gar dritten Traubenpressung erzeugt und häufig mit Wasser und Essig gestreckt wurde.
Das Reifen von qualitativ hochwertigem Wein erforderte spezielle Kenntnisse sowie geeignete Lagerräume und Fässer. Da viele mittelalterliche Quellen Ratschläge geben, wie Wein zu behandeln sei, der zu verderben beginne, scheint Wein nur selten lange haltbar gewesen zu sein. Le Viandier, ein Kochbuch des 14. Jahrhunderts riet, Weinfässer immer aufzufüllen oder eine Mischung aus getrockneten und gekochten Traubenkernen sowie die Asche von getrocknetem und verbranntem Trester hinzuzugeben, um Wein haltbarer zu machen. Dem Wein wurden häufig Gewürze wie Ingwer, Pfeffer, Paradieskörner, Muskatnuss und Gewürznelke beigemischt, da dies die gesundheitsfördernde Wirkung des Weins unterstützen sollte. Der sogenannte Hippocras, ein besonders stark gesüßter und gewürzter Wein, galt als besonders wirksames Heil- und Stärkungsmittel. Bereits im 14. Jahrhundert konnte man die dazu benötigten Gewürze in kleinen Säckchen als fertige Gewürzmischung kaufen.

### Bier
Wenn auch Wein als das prestigeträchtigere Getränk galt, war Bier in vielen Gegenden Europas das wichtigste Volksgetränk. Zum Brauen des Bieres wurden alle vorhandenen Getreidearten verwendet und bis ins 16. Jahrhundert mit Gruit oder Grut (Grutbier) gewürzt. Bier, das aus diesen regional unterschiedlichen Kräutermischungen hergestellt wurde, war trüb, süßlich, kohlensäurearm, nicht lange haltbar und wies vermutlich einen deutlich niedrigeren Alkoholgehalt als das heutige Bier auf. Anders als Wein galt Bier nicht als gesundheitsfördernd. Im Jahr 1256 bezeichnete der aus Siena stammende Arzt Aldobrandino Bier als ein Getränk, das schlechten Atem verursache, Kopf und Magen schädige und die Zähne ruiniere.
Hopfen wurde zwar bereits seit dem 8. Jahrhundert angebaut, doch erst ab dem 12. Jahrhundert wurde Hopfen beim Brauen von Bier verwendet, wodurch die Biere haltbarer und transportfähiger wurden. Große Zentren der Hopfenbierbrauerei fanden sich im 13. und 14. Jahrhundert vor allem in Norddeutschland und Flandern. Endgültig setzte sich Hopfenbier aber erst im 16. Jahrhundert durch. Während im Frühmittelalter Bier noch überwiegend in Klöstern gebraut wurde, verlagerte sich die Bierherstellung zunehmend auf kleine Familienunternehmen, die meist nicht mehr als acht bis zehn Personen beschäftigten. In Hamburg produzierten im Jahre 1376 nicht weniger als 457 Brauereien Bier. Nicht selten standen Frauen den Brauereien vor: In Straßburg wurde im Jahre 1358 von sieben Brauereien eine von Frauen betrieben, in Oxford überwogen 1439 noch die im Braugewerbe arbeitenden Frauen die Anzahl der Männer. Mengenangaben zum Bierkonsum sind problematisch, da sie regional und periodisch stark schwankten. In Köln, einer der wohlhabendsten Städte des Spätmittelalters, lag der Konsum in dieser Zeit etwa bei 175 bis 295 Liter pro Kopf.

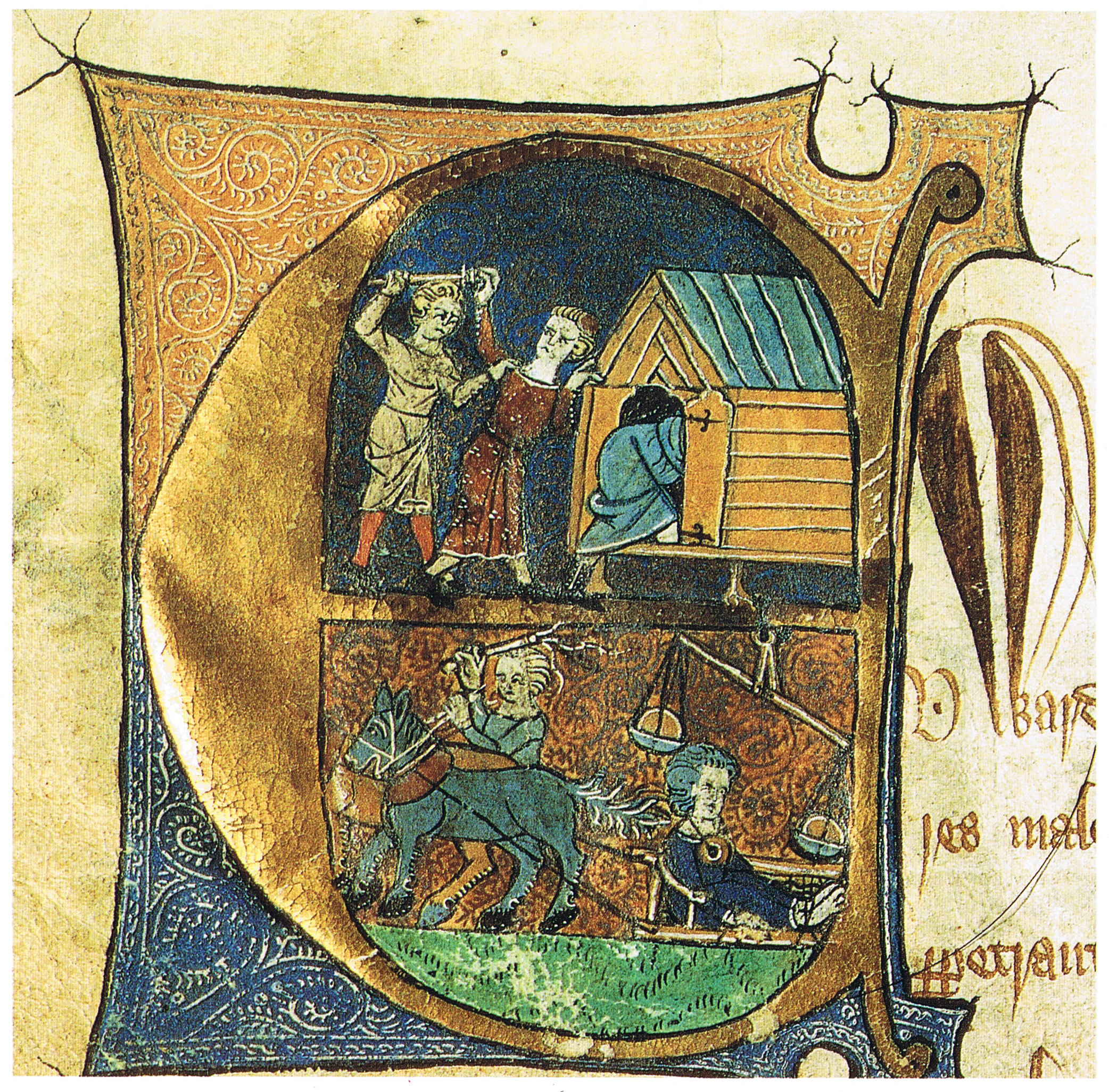
Ein betrügerischer Bäcker wird bestraft, indem man ihm mit dem zu leichten Brot um den Hals durch die Gemeinde führt.

## Lebensmittelverfälschung
Das Mittelalter kannte teils sehr drastische Strafen für die Verfälschung von Lebensmitteln. Im Jahre 1499 wurden beispielsweise in Nürnberg einem Safranfälscher die Augen ausgestochen. In einigen Städten Deutschlands und der Schweiz wurden betrügerische Bäcker öffentlich in einem großen Korb über einer Jauchegrube aufgehängt. Wollten sie aus dem Korb hinaus, mussten sie in die Grube springen. Lebensmittelverfälschung ist jedoch kein spezifisch mittelalterliches Problem. Bee Wilson bezeichnet diese Form von Betrug in ihrer Geschichte der Lebensmittelverfälschung als ein Phänomen, das endemische Ausmaße erst im Industriezeitalter annahm und kennzeichnend für Staatsformen ist, die nur in geringem Maße bereit sind, intervenierend einzugreifen. Die publikumswirksamen Strafen, die mittelalterlichen Lebensmittelfälscher drohten, sind aus Sicht Bee Wilsons kennzeichnend für eine Gesellschaftsform, die ihre Handlungs- und Funktionsfähigkeit belegte, weil sie Qualitätsstandards durchsetzen konnte. Detaillierte Verordnungen wie das englische Assize of Bread and Ale aus dem Jahre 1266, das unter anderem detailliert Größe, Gewicht und Preis von Brot in Abhängigkeit vom Getreidepreis festlegte, sind Anzeichen, dass mittelalterliche Gemeinschaften diese auch umsetzen konnten. Dazu trug auch das mittelalterliche Zunftsystem bei. Bäckerzünfte zählten zu den ersten, die sich gründeten. Die Brotschätzer und Brotschaumeister dieser Innungen achteten auf eine hohe Qualität des Brotes. Da es aufwändig und teuer war, Mitglied einer Zunft zu werden, bestand verhältnismäßig wenig Anreiz, diese Mitgliedschaft wegen eines geringfügigen wirtschaftlichen Vorteils aufs Spiel zu setzen. Die zahlreichen mittelalterlichen Regelungen, die beispielsweise Fischhändlern untersagten, ihren Fisch in Algen einzuschlagen, damit er frischer wirkte, oder von Metzgern zwei Zeugen verlangten, die bestätigten, dass er ein gesundes, lebendes Rind geschlachtet hatte, sind deswegen kein Indiz für einen generell schlechten Qualitätsstandard. Einzelne mittelalterliche Verordnungen unterstreichen im Gegenteil eine eher konsumentenorientierte Politik: In York war es im Jahre 1497 den Bäckern untersagt, schon am Morgen ihr Getreide auf dem Markt zu erwerben. Damit sollte sichergestellt werden, dass sie den Getreidehandel nicht monopolisierten. 1485 wurde ihnen sogar eine Strafe auferlegt, weil sie nicht ausreichend Brot für die Versorgung der Stadt gebacken hatten.

## Kochbücher aus dem Mittelalter
Die möglicherweise älteste mittelalterliche Schriftquelle zur Kochkunst ist ein um das Jahr 520 verfasster Brief des griechischen Arztes Anthimus an Theoderich den Großen. In diesem Brief gibt Anthimus unter anderem Hinweise zu verschiedenen Lebensmitteln. Er empfiehlt für Kichererbsen eine Zubereitungsweise, bei der diese ständig mit Flüssigkeit bedeckt sind, und rät, sie nach dem Garen mit Öl und Salz zu würzen. Weitere überlieferte europäische Handschriften, die sich mit der Kochkunst befassen, stammen aus dem 10. Jahrhundert. Dabei handelt es sich noch nicht um Kochbücher im modernen Sinne. Der im Kloster von St. Gallen lebende Mönch Ekkehard liefert lediglich eine gereimte Übersicht der Gerichte, die verspeist wurden. Der englische Kleriker Alexander Neckam verfasste im 12. Jahrhundert mit De utensibilis eine Schrift, die auch Haushaltstipps enthielt. Aus dem 13. Jahrhundert stammen zwei in Andalusien verfasste arabische Handschriften, die rund 400 Rezepte maurischen Ursprungs aufführen. Zwei wichtige Kochbücher des Hochmittelalters sind der in vier Übersetzungen aus verschiedenen Teilen Nordeuropas erhaltene Libellus de Arte Coquinaria und der Liber de Coquina, der zwei unabhängige Texte (Tractatus und Liber de Coquina) enthält. Die Urschriften dieser Texte werden auf das frühe 13. Jahrhundert datiert, wobei der Libellus und der Tractatus vermutlich eine französische Herkunft haben und der Liber de Coquina aus Italien stammt.

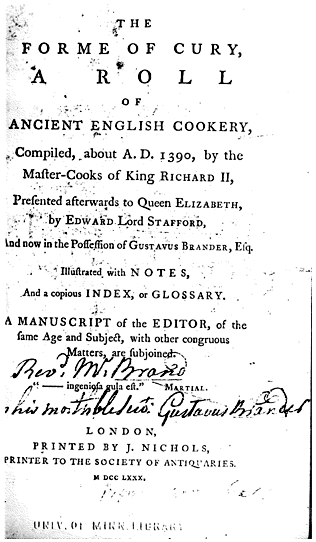
Ausgabe des Forme of Cury aus dem 18. Jahrhundert

Im Spätmittelalter entstand eine Reihe von Handschriften zur Kochkunst, die zunehmend mehr Elemente eines Kochbuchs im heutigen Sinne enthielten. Zu den wichtigsten Schriften zählt der etwa 1320 anonym erschienene Le Viandier, der später dem Koch Taillevent zugeschrieben wurde. Es enthielt in seiner ältesten, noch titellosen Fassung 133 Rezepte und wurde in späteren Auflagen auf 220 Rezepte erweitert. Ebenfalls anonym erschienen ist Ménagier de Paris. Bei dem Verfasser handelt es sich um einen wohlhabenden, älteren Bürger, der in seinem Werk seiner frisch angetrauten 15-jährigen Gattin Hinweise und Ratschläge gibt, wie sie den Haushalt zu führen und zu organisieren habe. Terence Scully hat Ménagier de Paris als ein Werk nahezu enzyklopädischen Umfangs genannt. Es beschreibt die Konservierung von Lebensmitteln, gibt neben vielem anderen Ratschläge zur Beizjagd, zur Haltung von Pferden und Herstellung von Tinte und führt auch eine Reihe von Rezepten an. Letztere sind von großer Relevanz für das Verständnis der mittelalterlichen Esskultur, da es sich bei dem Autor um ein Mitglied des Bürgertums handelt. Die Rezepte sind zwar zu einem großen Teil Le Viandier entlehnt, sie geben aber einen Einblick in die Essgewohnheiten eines großbürgerlichen mittelalterlichen Haushalts. Die älteste deutschsprachige Rezeptesammlung ist Das Buoch von guoter Spise aus dem Jahre 1350. Es war Bestandteil einer weit größeren Pergamenthandschrift und entstand am fürstbischöflichen Hof in Würzburg. Diese Kochbücher sind nicht nur wegen der dort beschriebenen Gerichte interessant, es lassen sich mit ihrer Hilfe auch kulturelle Einflüsse nachvollziehen. So enthalten anglonormannische Handschriften mit Poume d’oranges und Teste de Turke Gerichte, die arabischen Ursprungs sind. Das englische Forme of Cury, das etwa 1390 entstand, entlehnt eine große Zahl von Rezepten dem französischen Le Viandier.
In der ersten Hälfte des 15. Jahrhunderts wurde wohl von einem Berufskoch das (mit 267 Rezepten unvollständig erhaltene) umfangreiche, aus einem Kloster stammende, jedoch keine für klösterliche Rezeptsammlungen typische Einteilung in Fasten- und Fleischspeisen enthaltende Kochbuch von St. Dorotheen zu Wien verfasst. Ein niederländisches Keukenboek beruht auf einer Handschrift des 15. Jahrhunderts. Mit 43 Rezepten fragmentarisch erhalten ist die wohl in der zweiten Hälfte des 15. Jahrhunderts entstandene bairische, wahrscheinlich aus dem Tiroler Raum stammende Kochrezeptsammlung in der Bibliothek des Priesterseminars Brixen.
Das erste bekannte gedruckte Kochbuch ist De Honesta Voluptate aus dem Jahre 1475, in dem der päpstliche Bibliotheksverwalter Bartolomeo Sacchi die Rezepte von Maestro Martino aufnahm, einem Koch, der unter anderem im Vatikanpalast arbeitete. Bemerkenswert an Maestro Martinos Rezepten ist die erstmals erwähnte Verwendung eines Passiertuches bei der Herstellung von Saucen und eine großzügige Verwendung von Zucker in Süßspeisen. Maestro Martinos Anleitung für die Herstellung von Makkaroni sieht die Verwendung von Eiweiß und Rosenwasser vor und eine Kochzeit von zwei Stunden. Das erste gedruckte deutsche Kochbuch ist die Küchenmeisterey von Peter Wagner aus dem Jahre 1485.